# Вікентій Паллотті
Віке́нтій Палло́тті (21 квітня 1795, Рим — 22 січня 1850) — релігійний діяч першої половини ХІХ століття, святий римо-католицької церкви, засновник Союзу католицького апостольства.

## Життєпис

### Дитячі роки. Освіта
Вікентій Паллотті народився у Римі 21 квітня 1795 року. Він був третьою дитиною з десяти у родині П'єтра-Паоло Паллотті і Маддалени (з дому Россі). Таїнство Хрещення отримав на наступний день в церкві Сан-Лоренцо в Дамазо, йому дають імена: Вінсент Алоизий Френсіс. Батьки майбутнього священика були виключно благочестиві люди; деякі джерела говорять, що його батько, незважаючи на зайнятість (був процвітаючим торговцем, мав магазин з трьома відділеннями) брав участь в Святих Месах кілька разів на день, в той же день знаходив час для молитви-вервиці в колі сім'ї. Батьки хлопця були доброчинцями ордену капуцинів: матір, яка померла у 1827 році, поховали у церкві капуцинів на Віа-Венето. Через багато років Вікентій згадував:
|  | Бог дав мені святих батьків |

У шестирічному віці Вікентій пішов до загальної школи, після закінчення якої намагався вступити до ордену капуцинів. Утім, за рекомендацією сповідника Вікентій Паллотті з огляду на здоров'я відмовився від вступу до ордену.
Восени 1807 року вступає до Римського колегіуму, який закінчує у 1813 році.
Восени 1814 року Паллотті розпочинає вивчати філософію та теологію в Римському університеті «Ла Сап'єнца», відвідуючи одночасно лекції з природничих наук, вищої математики, історії та права.
15 липня 1818 року Паллотті закінчив університет, отримавши докторський ступінь із філософії та теології.
Батьків і педагогів хлопця дивувала його відданість і бажання служити ближньому. У школі, він виграв безліч нагород і премій, які, посилаючись на те, що це заслуга Божа, продавав їх, щоб розподілити зароблені гроші поміж бідними. Одного разу, приймаючи в себе убогу родину, уступив їм свою кімнату, а сам спав на підлозі. Інша історія говорить, що одного разу він прийшов до своєї тітки в Фраскаті без штанів і взуття, пояснюючи, що віддав їх бідному хлопцеві, якого зустрів по дорозі.

### Священича діяльність
У 1811 році приймає нижчі(дияконські) свячення.
16 травня 1818 року у Латеранській базиліці Риму отримав священничі свячення.
Першу Святу Месу відслужив в Кафедральному соборі Св. Петра в Фраскаті.
Свою апостольську діяльність Паллотті, натхнену словами св. Павла: «Будь всім для всіх», спрямував на подолання «ознаки часу» — поглиблення розриву між мирянами і церквою. Як священник, він:
- асистент викладача теології в Римському університеті «Ла Сап'єнца»(1819–1829);
- душпастир молодіжного об'єднання (де познайомився з Ралафом Мелє (Rałaf Melię);
- Засновник і духовний керівник спільноти випускників духовних семінарій (де познайомився і потоваришував з Мастаї Ферретті, майбутнім Папою Пійом ІХ);
- проводить реколекції;
- настоятель церкви Святого Духа на Віа-Джулія (Santo Spirito (італ.))(1834 — лютий 1846), пізніше San Salvatore in Onda (церква Святого Сальваторе);
- опікун бідних і хворих, організатор гуманітарної допомоги їм;
- військовий капелан Риму;
- капелан в римських в'язницях;
- активний сповідник.

З його ініціативи засновані:
- Дім Милосердя (Pia Casa di Carità) для сиріт;
- вечірні школи для молоді Риму і Альбано;
- місійна спільнота для італійських священиків;
- проведення чергових конференцій для кліру;
- Святиня в Лондоні для італійських емігрантів;
- конгрегація святої Зіти.

У церкві Святого Духа з 1836 року Вікентій Паллотті організовував урочистості октави Богоявлення Господнього.
Під час епідемії холери в 1837 році, помирає батьків друг Гаспар дель Буфало (пізніше святий). На смертному одрі Вікентій Паллотті прийняв його Святу Сповідь і уділив йому останні Святі Таїнства.

## Духовність

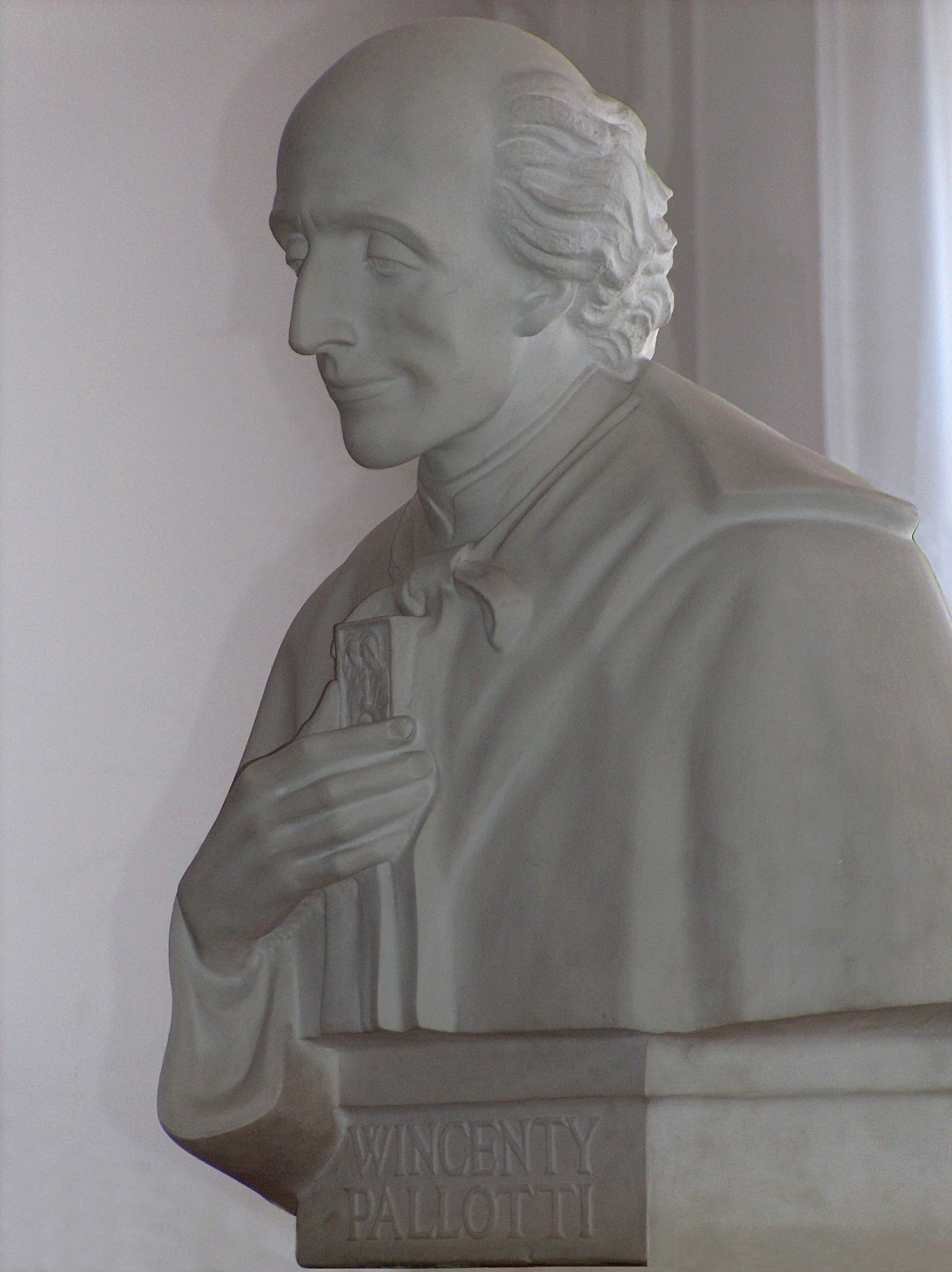

Віке́нтій Палло́тті крім багатосторонньої душпастирської активності був містиком. Після себе він залишив багато текстів з власними одкровеннями, молитвами, короткими духовними науками, різного роду розважань. Його послання — це школа аскетизму. Сам Вікентій досвідчував аскетичні практики з тринадцяти років. Перед дияконськими свідченнями 21 вересня 1816 року в своєму «духовному щоденнику» записав постанову: «Хочу мати серце відірване від цього світу. Як духівник повинен згідно з цією нормою чинити і того самого навчати інших.» Це зауваження є фундаментальним для майбутніх письмових робіт. Але це не означає цілковитої погорди для цього світу; земні речі також можуть бути красивими, але користати з них потрібно в перспективі дороги до Бога і святості.
|  | Дав нам світло особливе, насамперед, для того, бо прагне,щоб ми прямували до бачення і споглядання наразі недоступного світла, яким є сам Бог. Темінь ночі, що приносить нам відпочинок після трудів денних, дав нам також для того, щоб приспособити нас до вічного відпочинку в небі. Дав нам аромат квітів, щоб ми звертались до солодкості Божої в Бозі. Дав нам різноманітні звуки і мелодії щоб в нас запалити любов до прослави святих. Дав нам безліч різноманітних смаків потрав і напоїв, щоб нас переповнити любов'ю до вічної розкоші в Бозі |

«Духовні нотатки» св. Вікентія вражають різнорідністю: постанови, прагнення, об'явлення, вдячність, прослава. Вони ніколи не становили конкретні повчання і вказівки, будучи спробою описання власних досвідчень і об'явлень, справляючи важення стилістичної недосконалості через нагромадження абстрактних речей як: «вічність», «нескінченність», «безсмертя», «необмеженість». Автор прагнув виразити невиражальні, глибоко особисті стосунки з Богом, тому зміст його творів є хаотичним, інтуітивним, а не логічним. Інша характерна риса — зворушлива щирість, повне сприйняття «боязні і тремтіння»; в творі Boga Miłości Nieskończonej(пол.) (Бога любові нескінченої) автор багаторазово виражає свою невдячність відносно Бога і визнає давні гріхи, через неповноту користання з Його дару створіння.

Спонтанічність і стихійність літературного стилю творів св. Вікентія на свідоме прагнення до віднайдення Живого Бога. Позбавлені теологічного підґрунтя, його твори свідчать про автентичну близькість Творця, досвідчену особисто автором, особливо в молитві (Віке́нтій Палло́тті вважав що «навчитись молитися» найпотрібніша річ в житті). Часто пише в формі діалогу: з одної сторони інтимного (особистого), з другої — стихійного, динамічного. Тому ці твори, немов, живий діалог з Ісусом Христом, як з кимось, хто завжди близько людини.
Автор свідчив про цю близькість, ясно усвідомивши «нескінченність Милосердної Любови», котра вже від самого акту створення світу і людини постійно уділяється.
|  | Всюди бачив повноту любові Бога, все навколо свідчило про Нього. Погляд на квіти, фрукти, хліб, на іншу людину. |

## Союз католицького апостольства

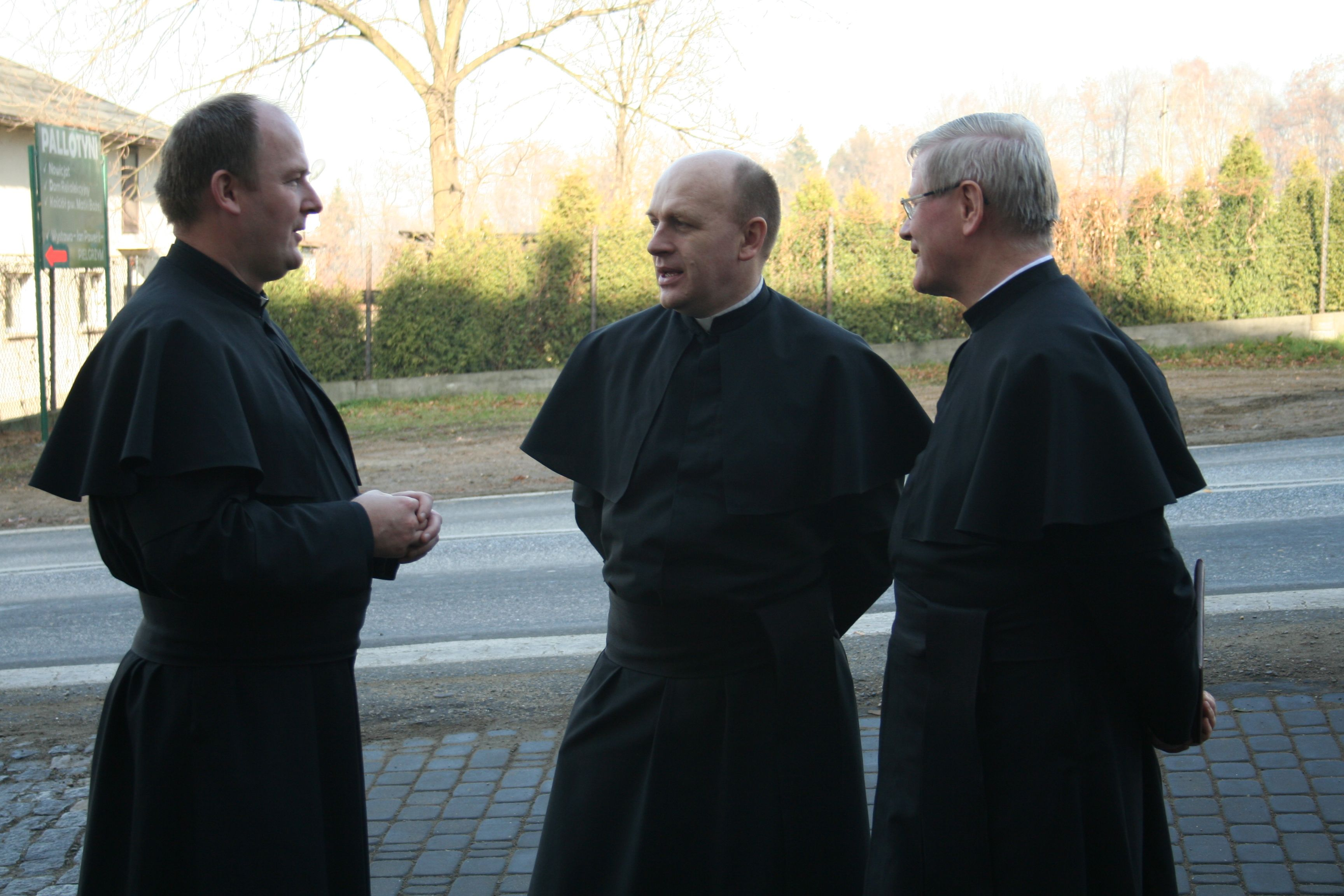
Отці паллотини

Паллотті проповідував, що кожна людина покликана до апостольства (не тільки духовенство, але і миряни) і на підставі заповіді любові повинна турбуватись про спасіння ближніх, так само як про своє власне. Тому і заснував Союз католицького апостольства, до складу якого від моменту заснування входять:
- Товариство католицького апостольства (отці паллотини)
- Згромадження Сестер Місіонерок католицького апостольства (сестри паллотинки).
- Згромадження Сестер католицького апостольства, та інші спільноти, які протягом часу приєднуються.

Ціллю союзу є оживлення віри, розпалювання любові серед віруючих, а також поширення віри у всьому світі, щоб була одна отара й один Пастир (Йн 10, 16).
Фундаментом союзу є — слова святого Апостола Павла: любов Христа спонукає нас (2 Кор 5, 14).
Покровителькою союзу є Пресвята Діва Марія Цариця апостолів.
Правління і духовний центр союзу знаходиться у Римі в Домі Генерального правління Товариства католицького апостольства.
Союз католицького апостольства є міжнародним об'єднанням віруючих людей мирян та духовенства. Його діяльність офіційно затверджена Апостольським престолом (затверджене 11 липня 1835 року Папою Григорієм XVI.)

## Прослава

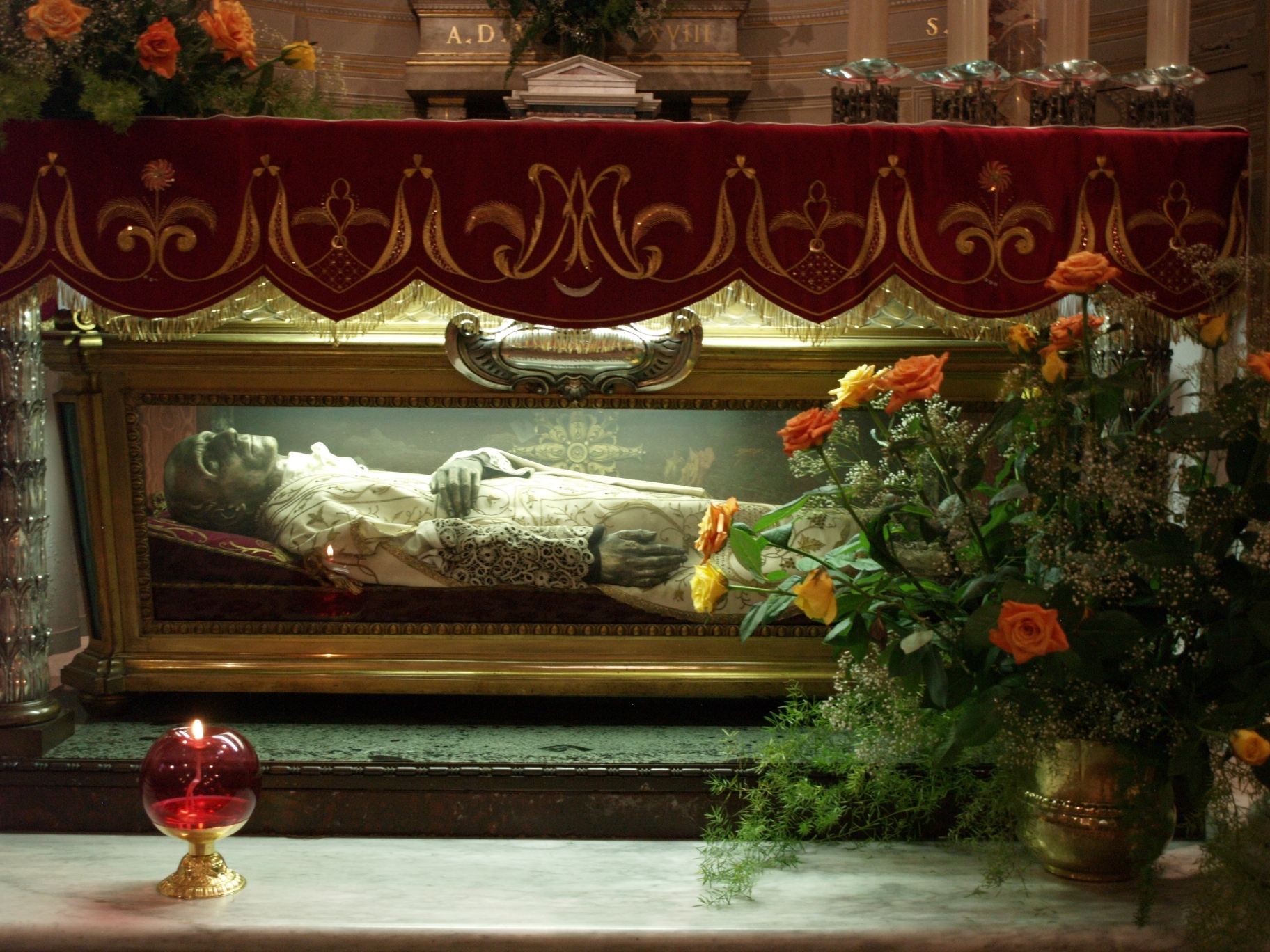
Мощі Вікентія Паллотті

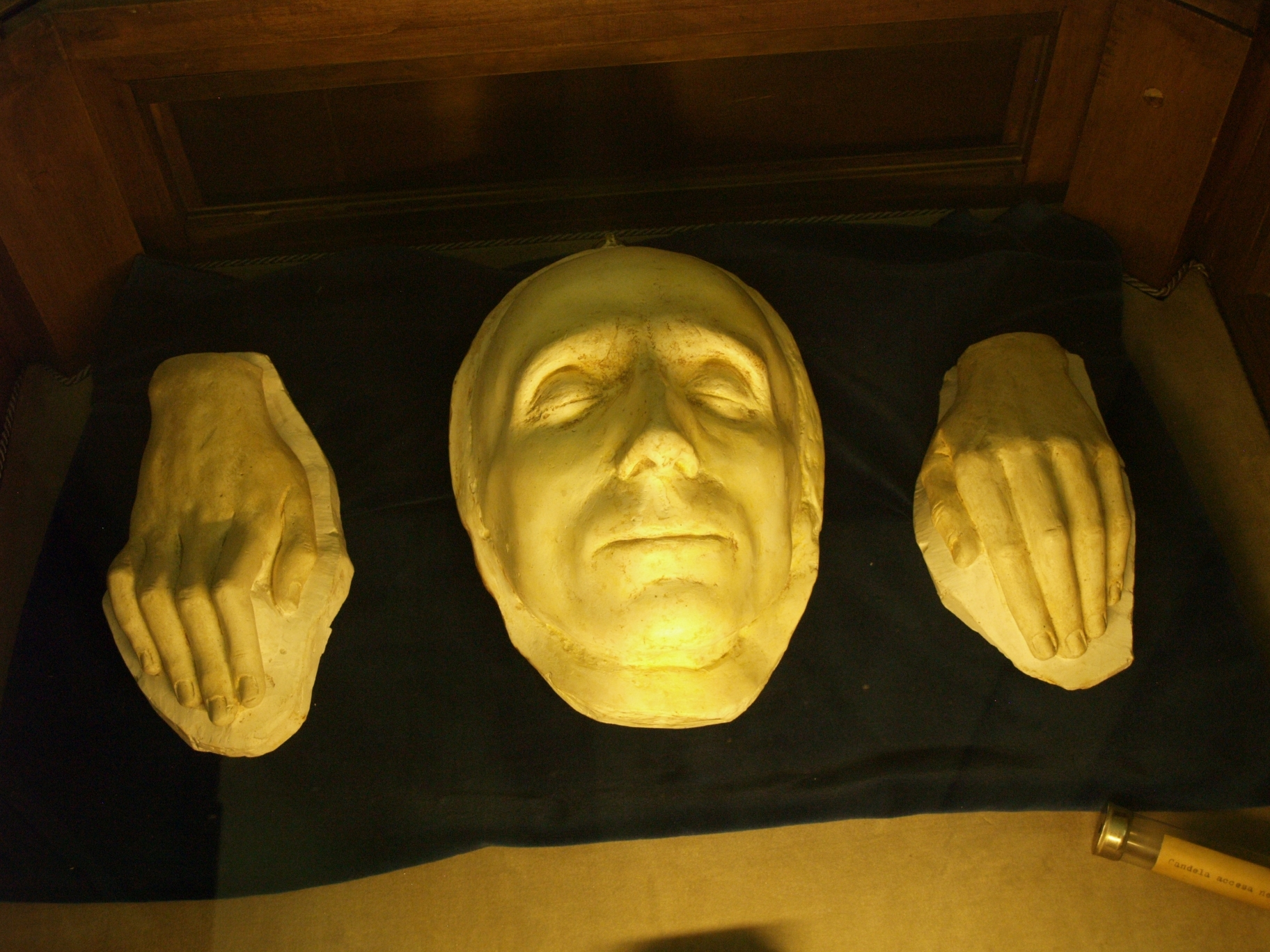
Посмертна маска Вікентія Паллотті

Вже протягом свого життя Вінсент Палотті отримав звання «Апостол Риму». Його називають предтечею католицького відновлення, яке досягло свого піку під час понтифікату Пія XI (1922–1939), а через ідею залучення мирян у житті церкви іноді називають предтечею II Ватиканського собору.
Літургійний спомин відзначають 22 січня, в день спочинку.

### Канонізація
2 січня 1851 року, Папа Пій ХІІ зарахував його до сонму блаженних.
Нетлінне тіло Вікентія Паллотті поклали до кришталевого саркофагу під головним вівтарем у церкві Сан Сальваторе ін Онда у Римі, в первісному стані.
Папа Іоанн ХХІІІ 20 січня 1963 року під час проведення ІІ Ватиканського собору проголосив Вікентія Паллотті святим.
Папа Павло VI сказав про Вікентія Паллотті:
|  | Певна річ, що постать Вікентія Паллотті пророча. Майже сто років тому він виявив наступний факт: В сучасному світі, недосконалому, в час пасивності, млявості, боягузництва, нездатності самовираження існує велика енергія служіння добру. |

Щоб запобігти впливу зовнішніх факторів на лице і кисті рук накладені відлиті маски.

#### Церква святого Вікентія Паллотті в Зальцбурзі, Австрія

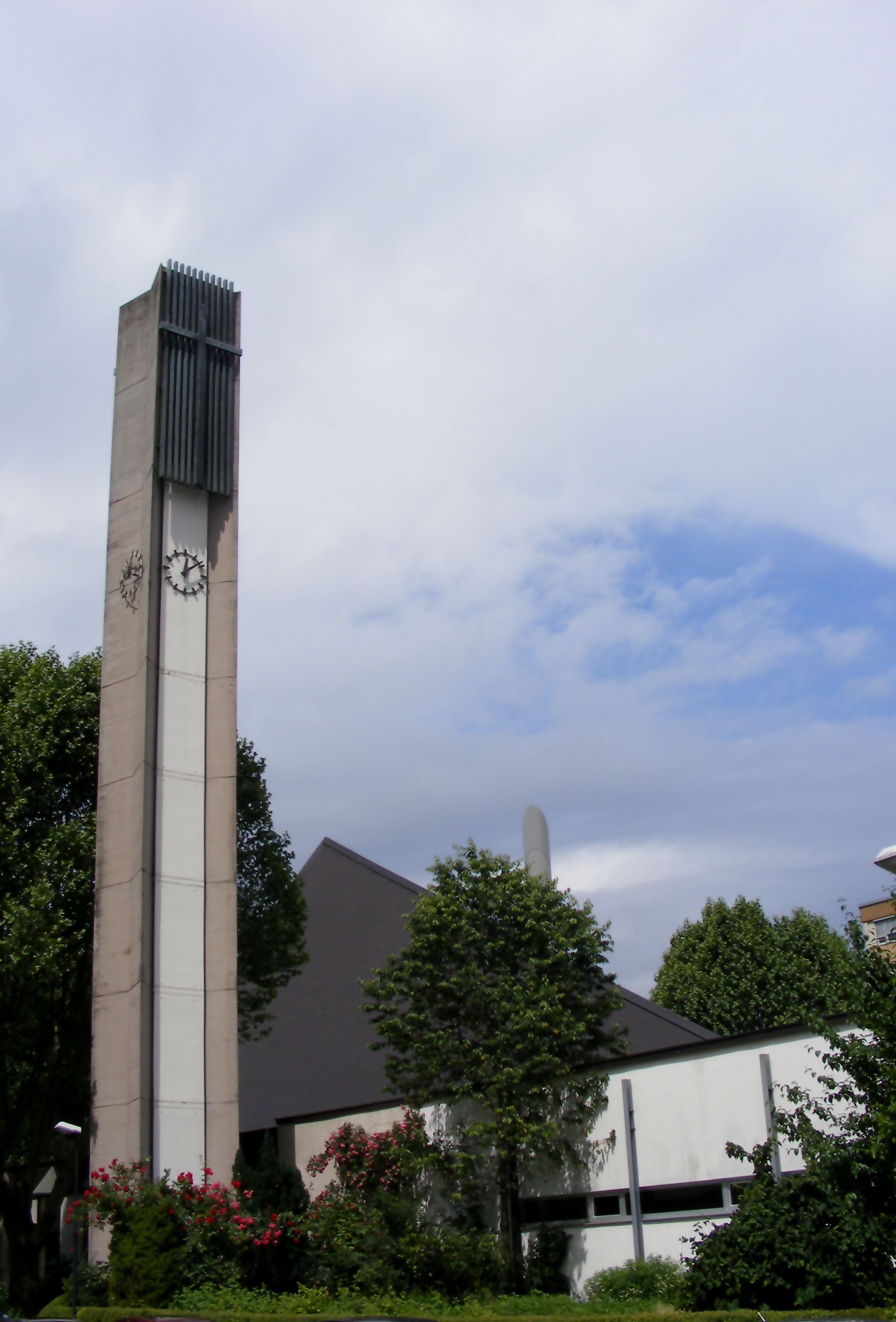
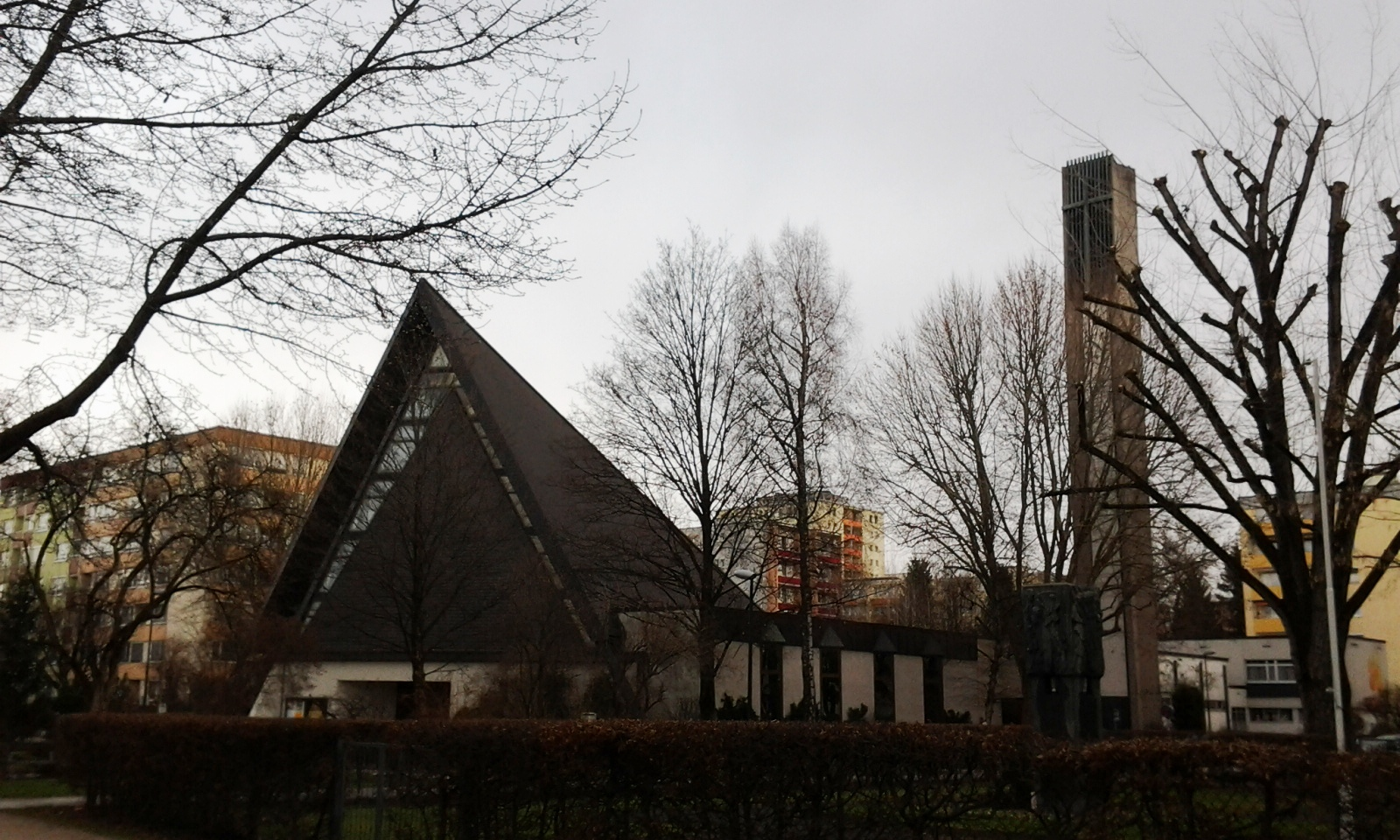
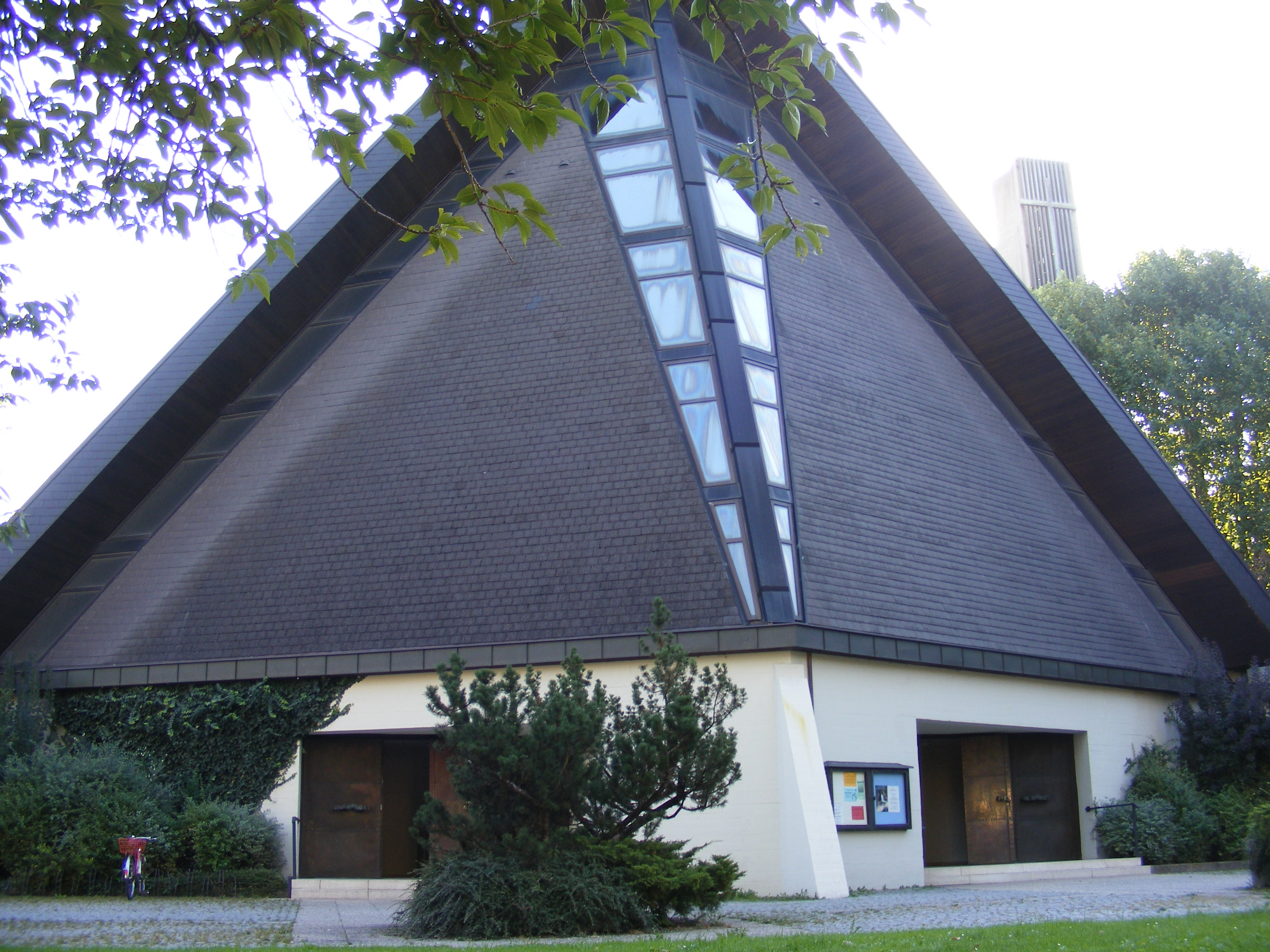
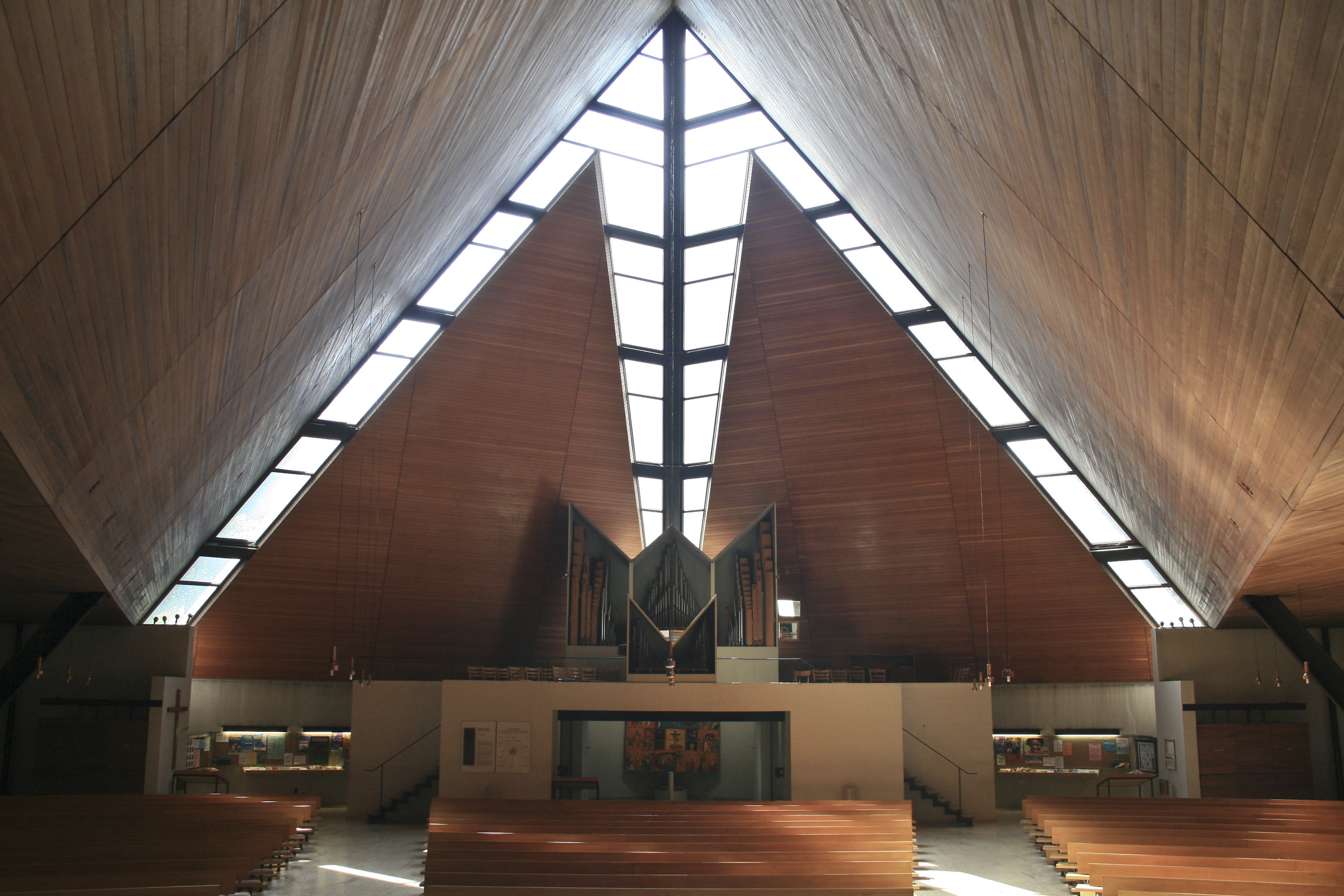
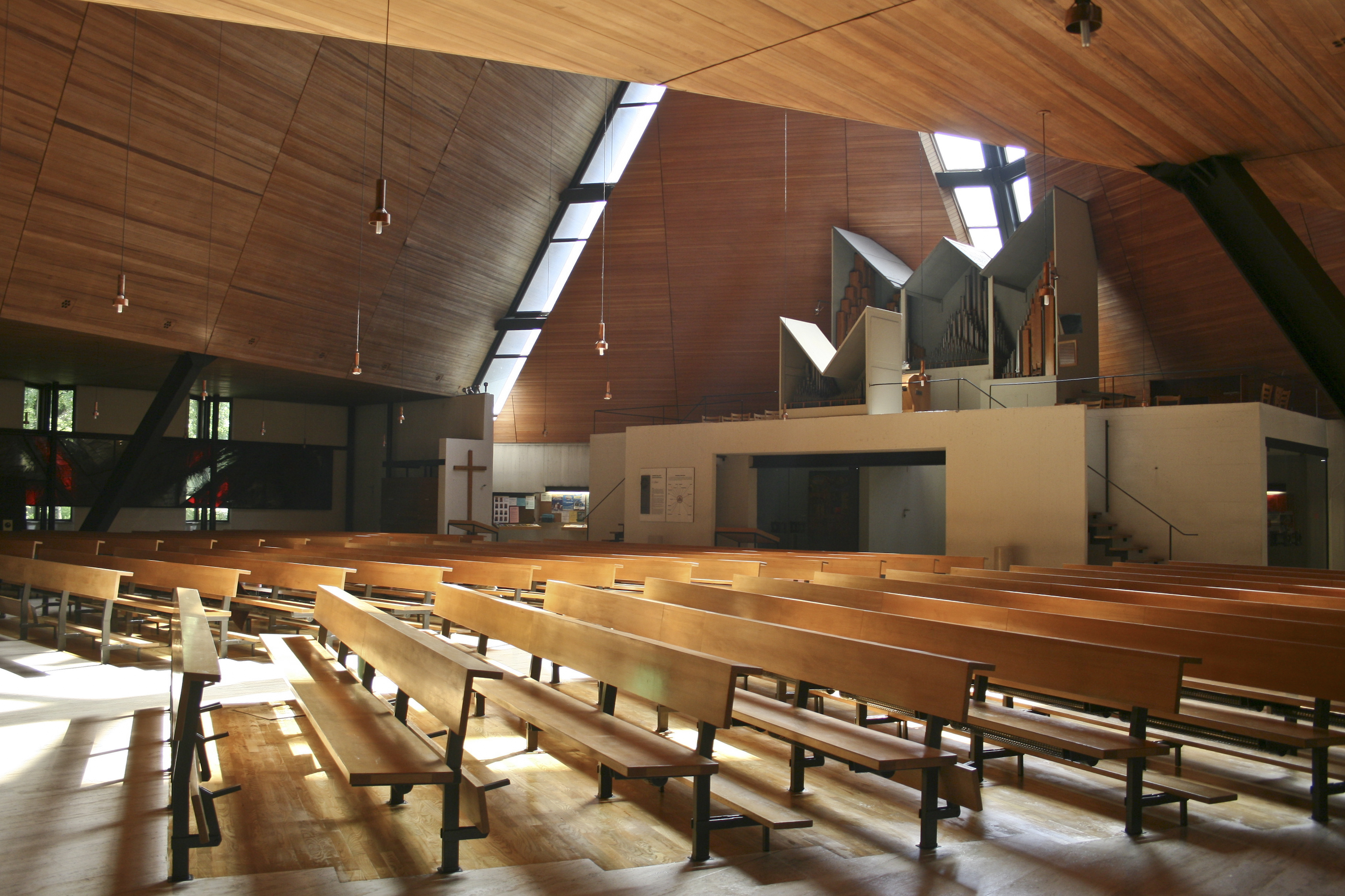
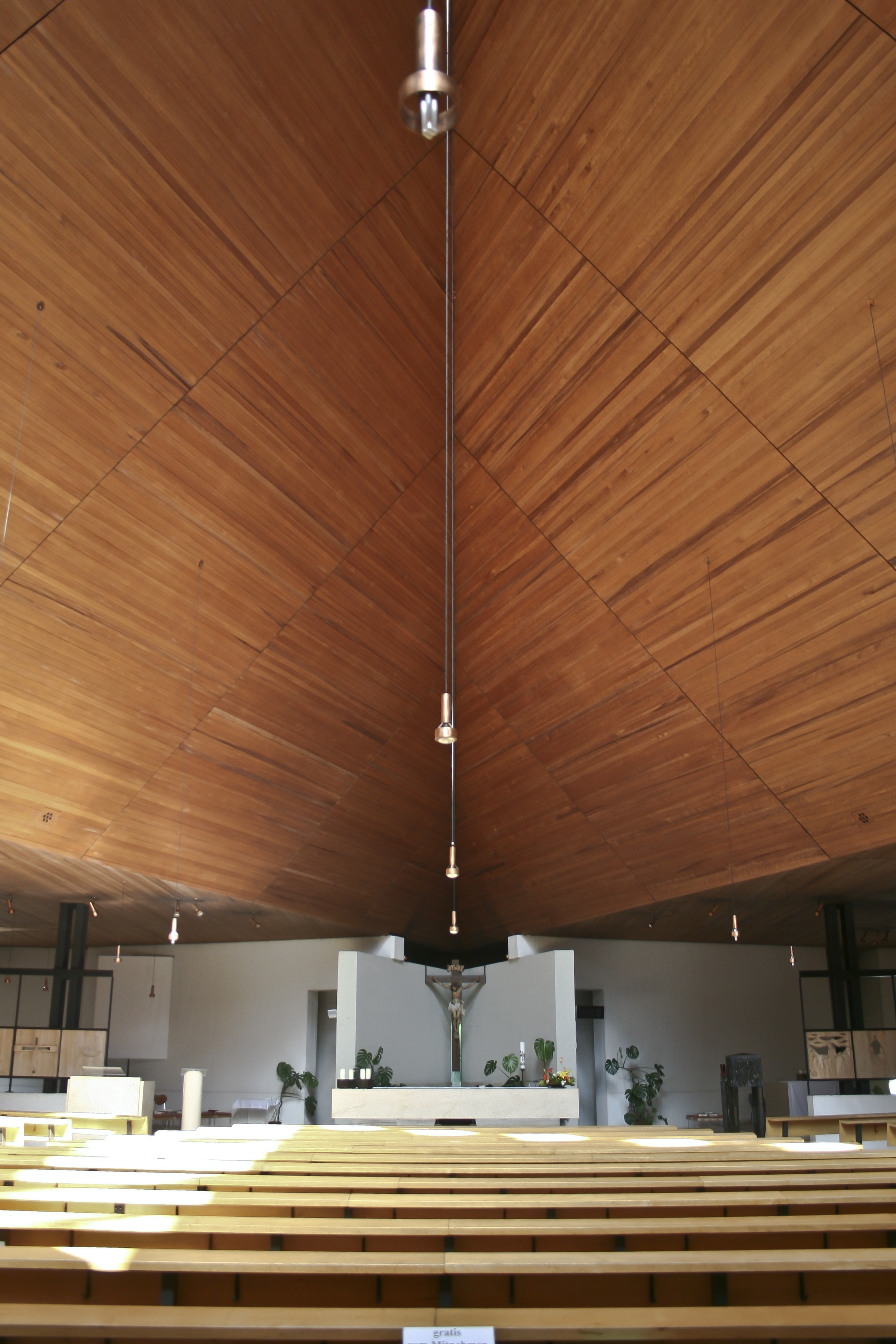
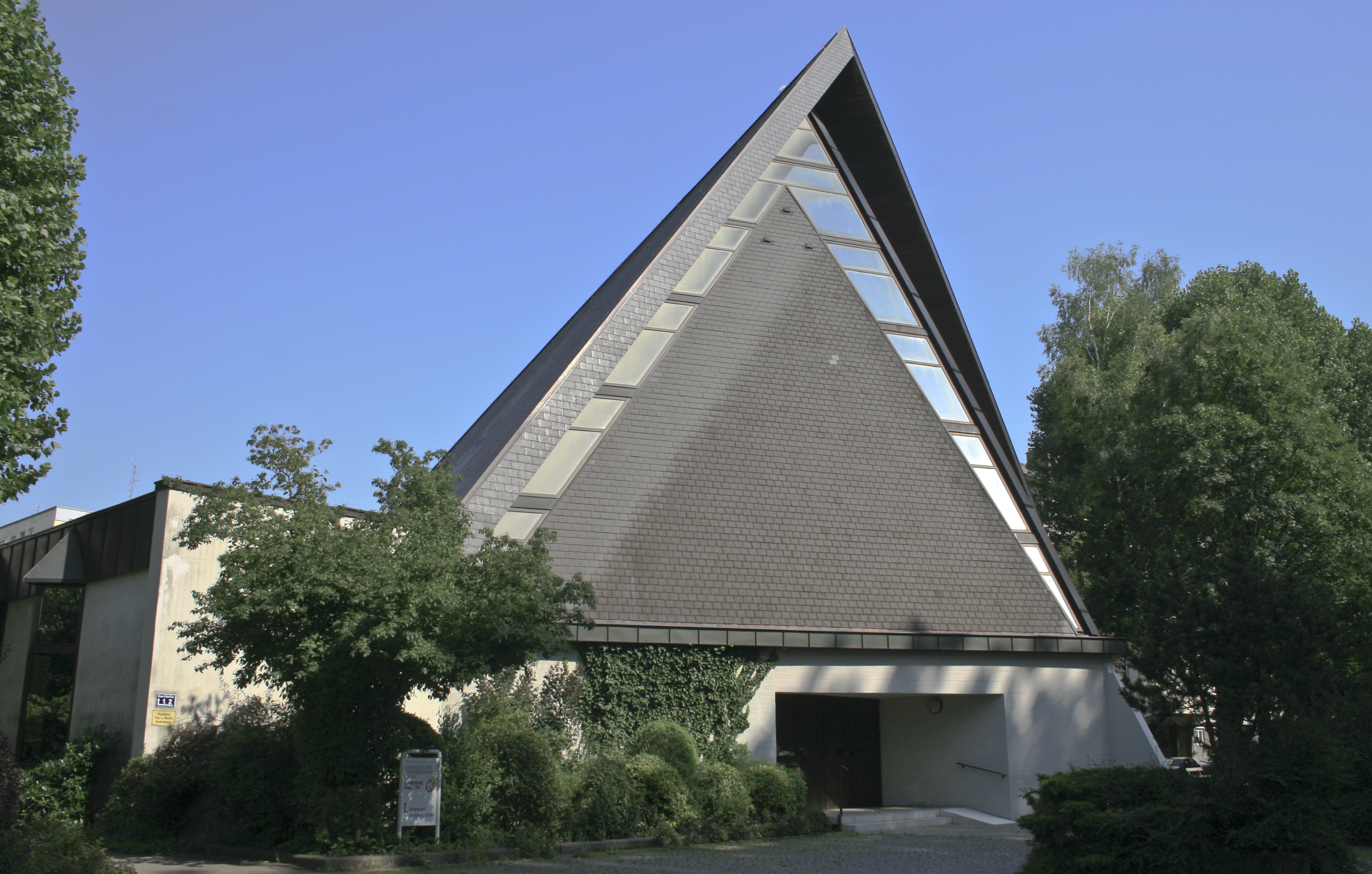

### Церкви святого Вікентія Паллотті

#### Церква святого Вікентія Паллотті вШтутгарті

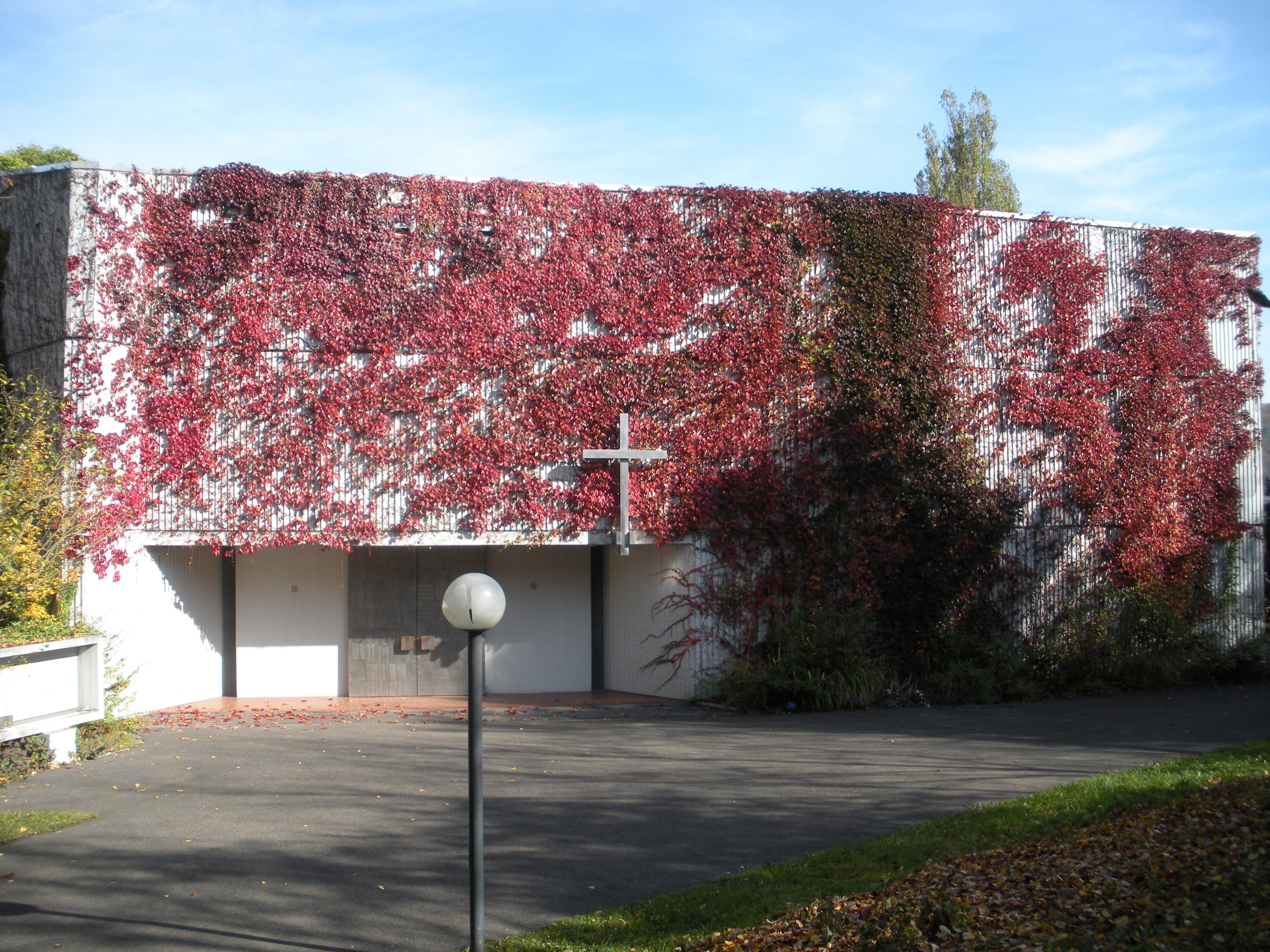
Церква святого Вікентія Паллотті  в Штутрагті (Німеччина)

#### Церква святого Вікентія Паллотті в Римі

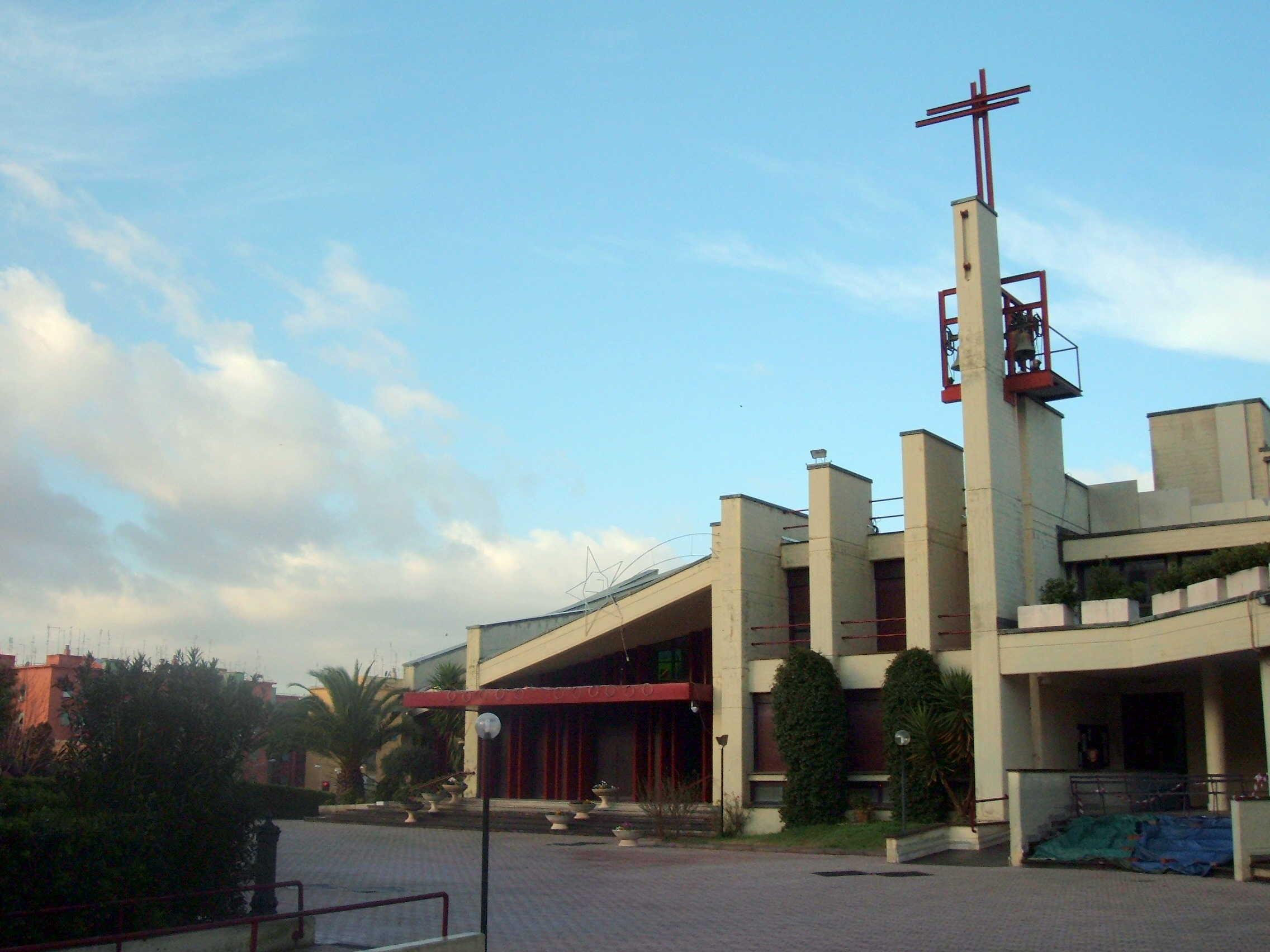
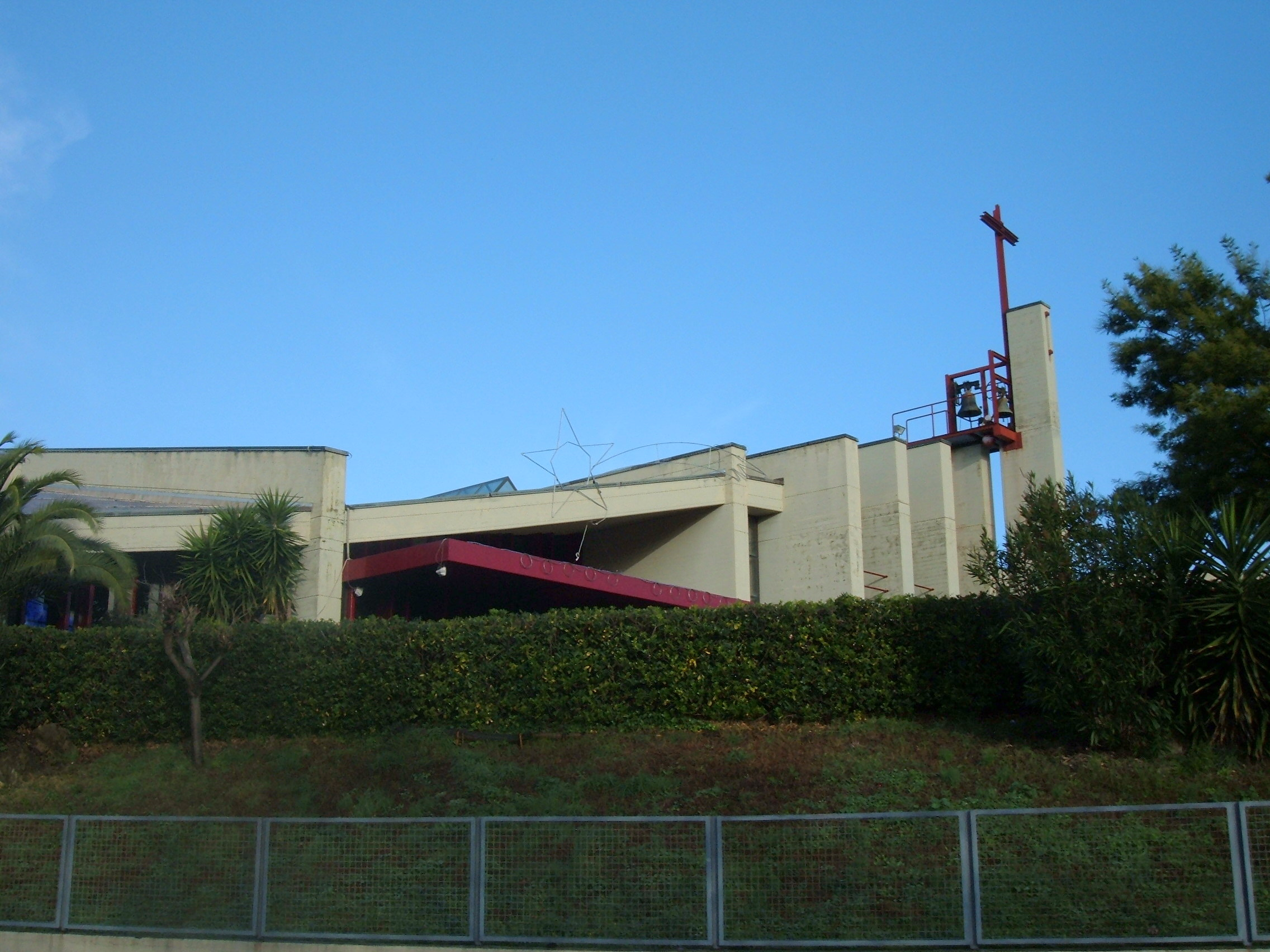
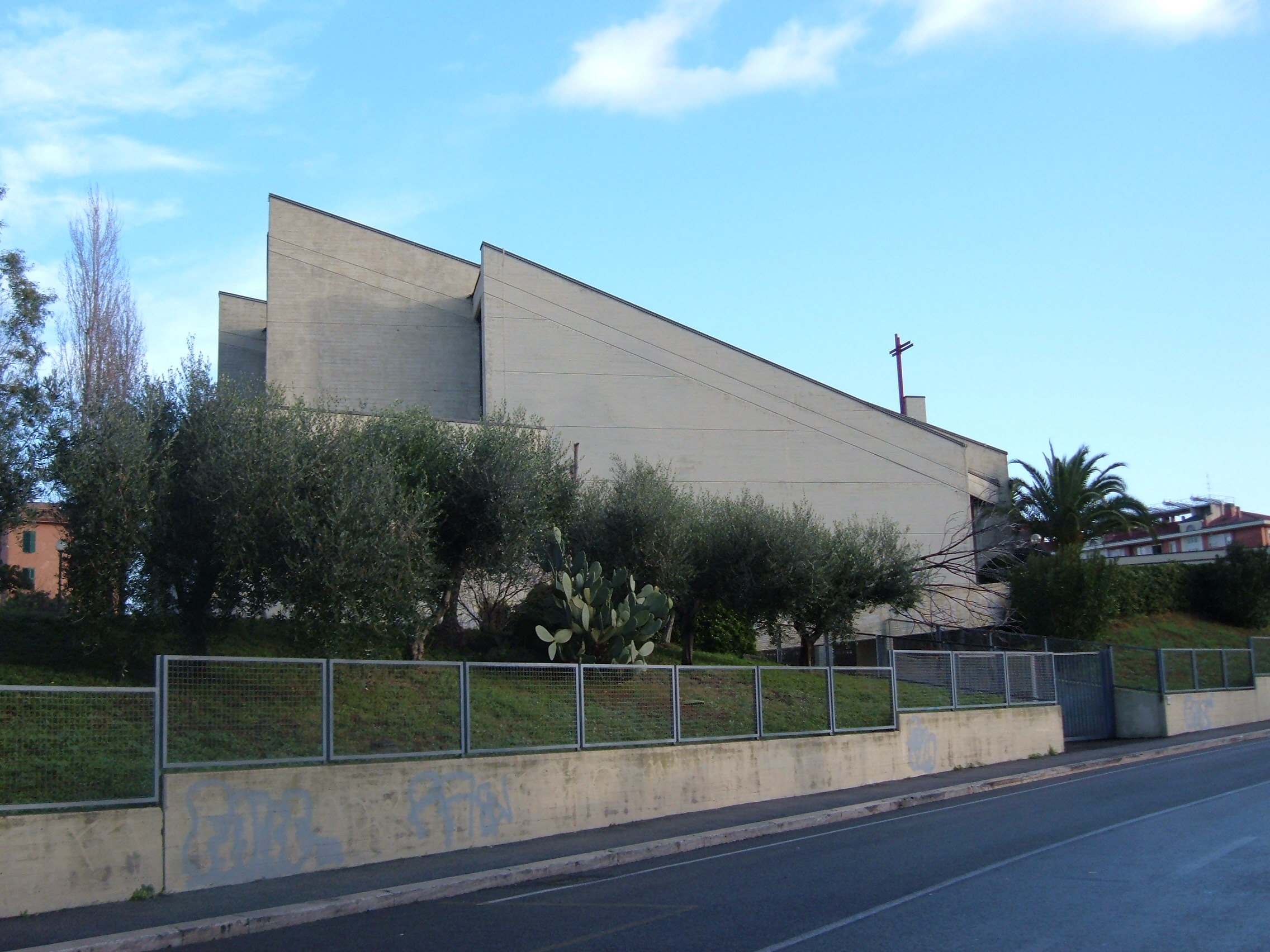
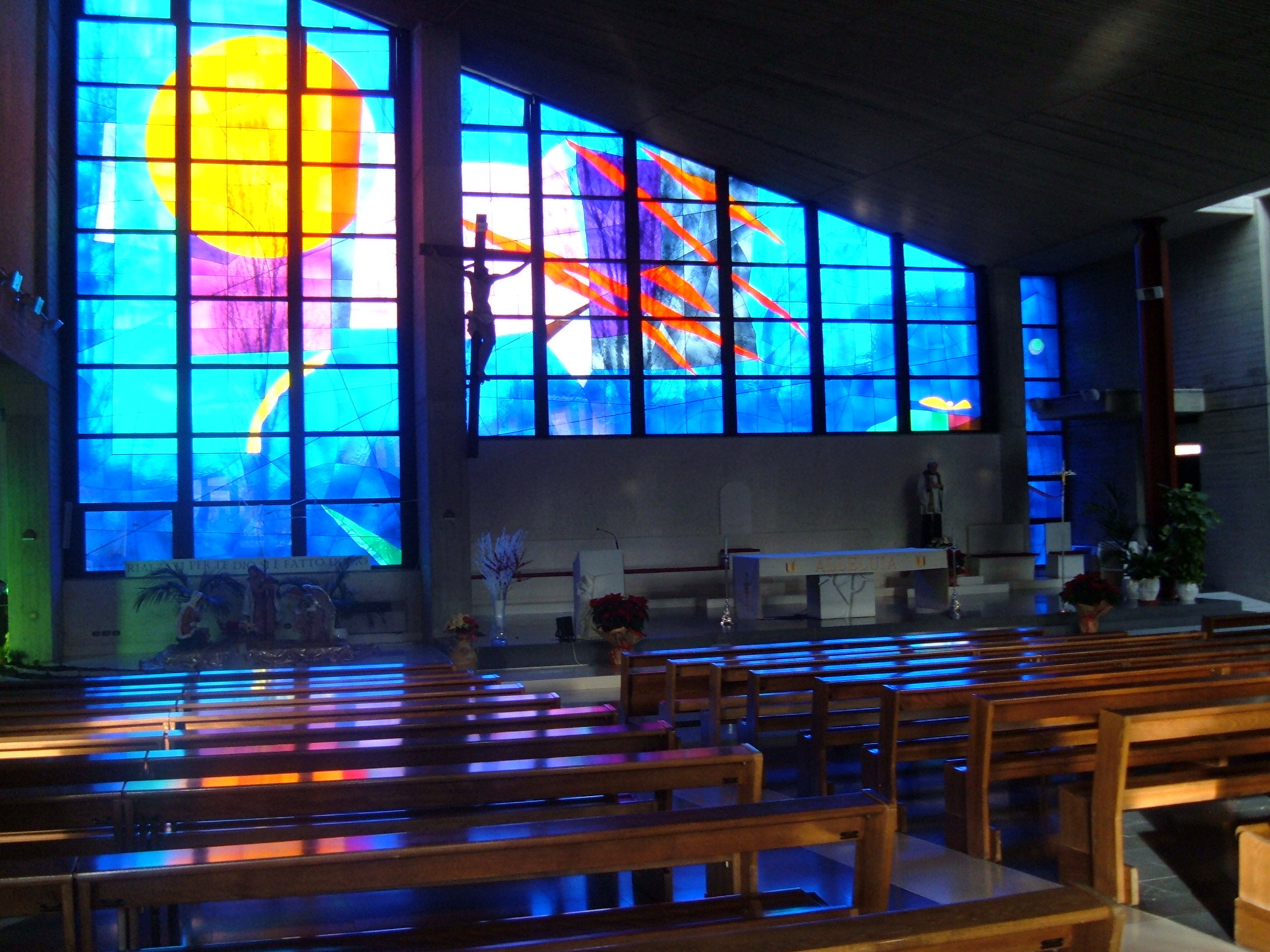
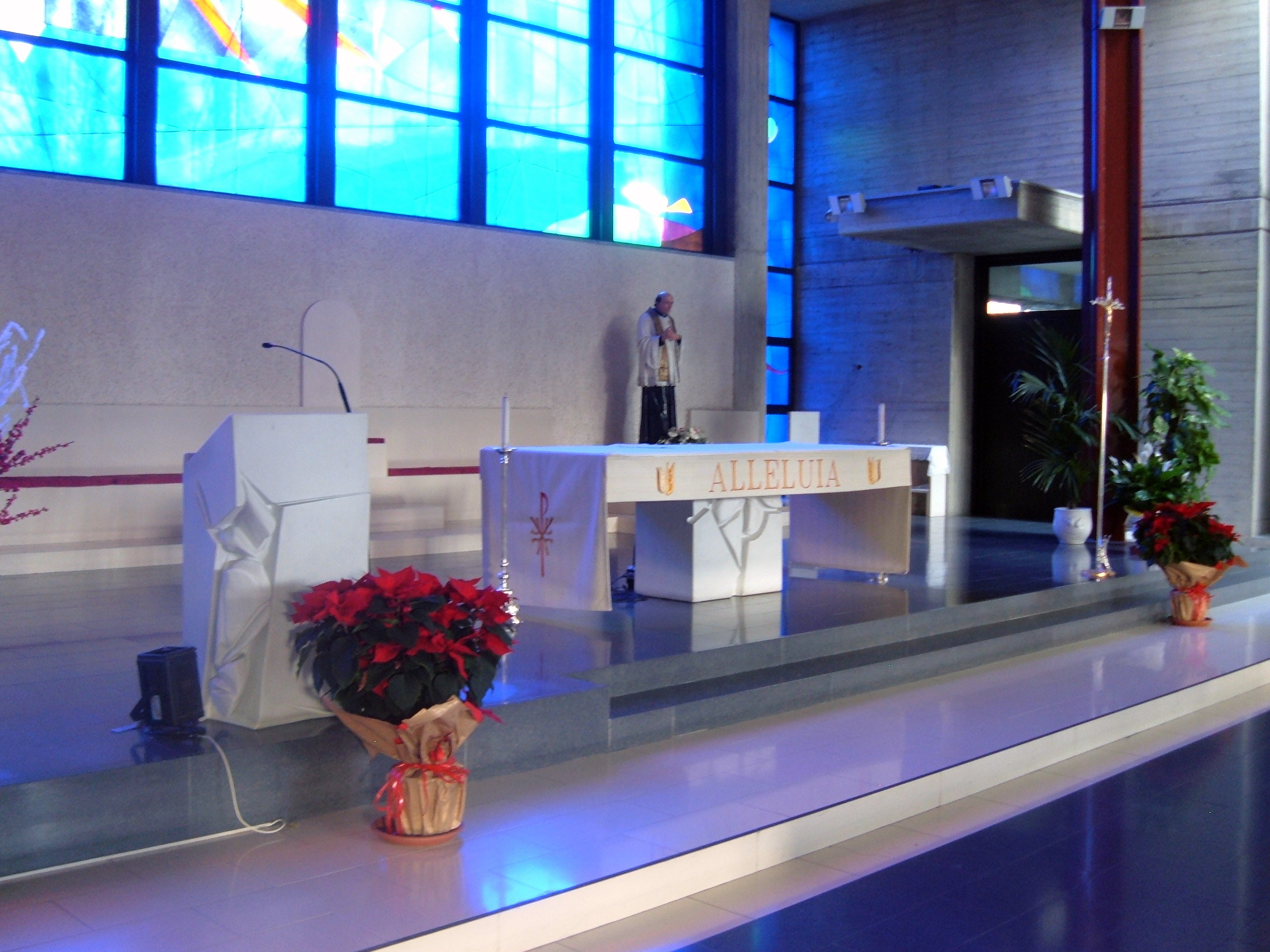
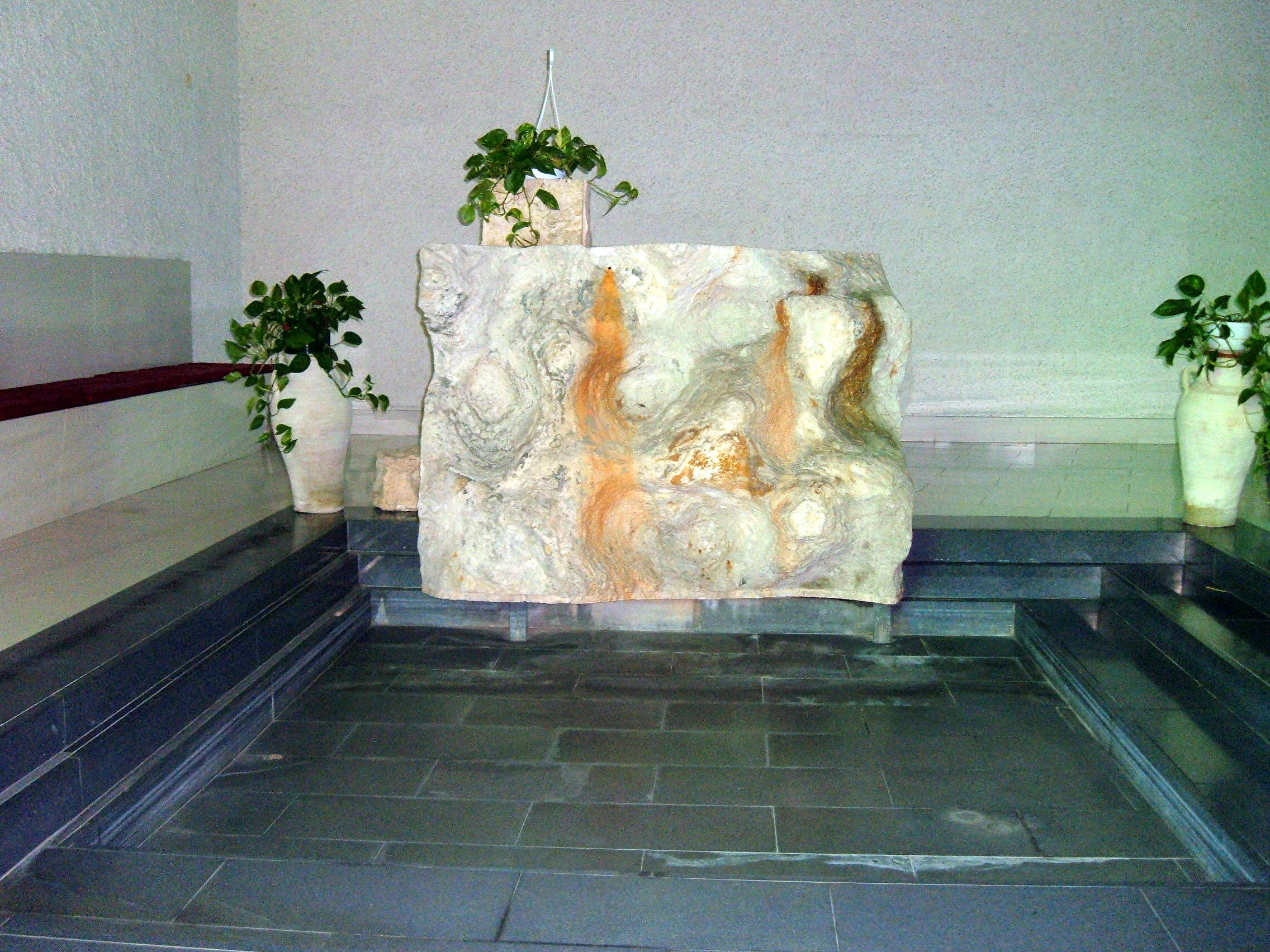
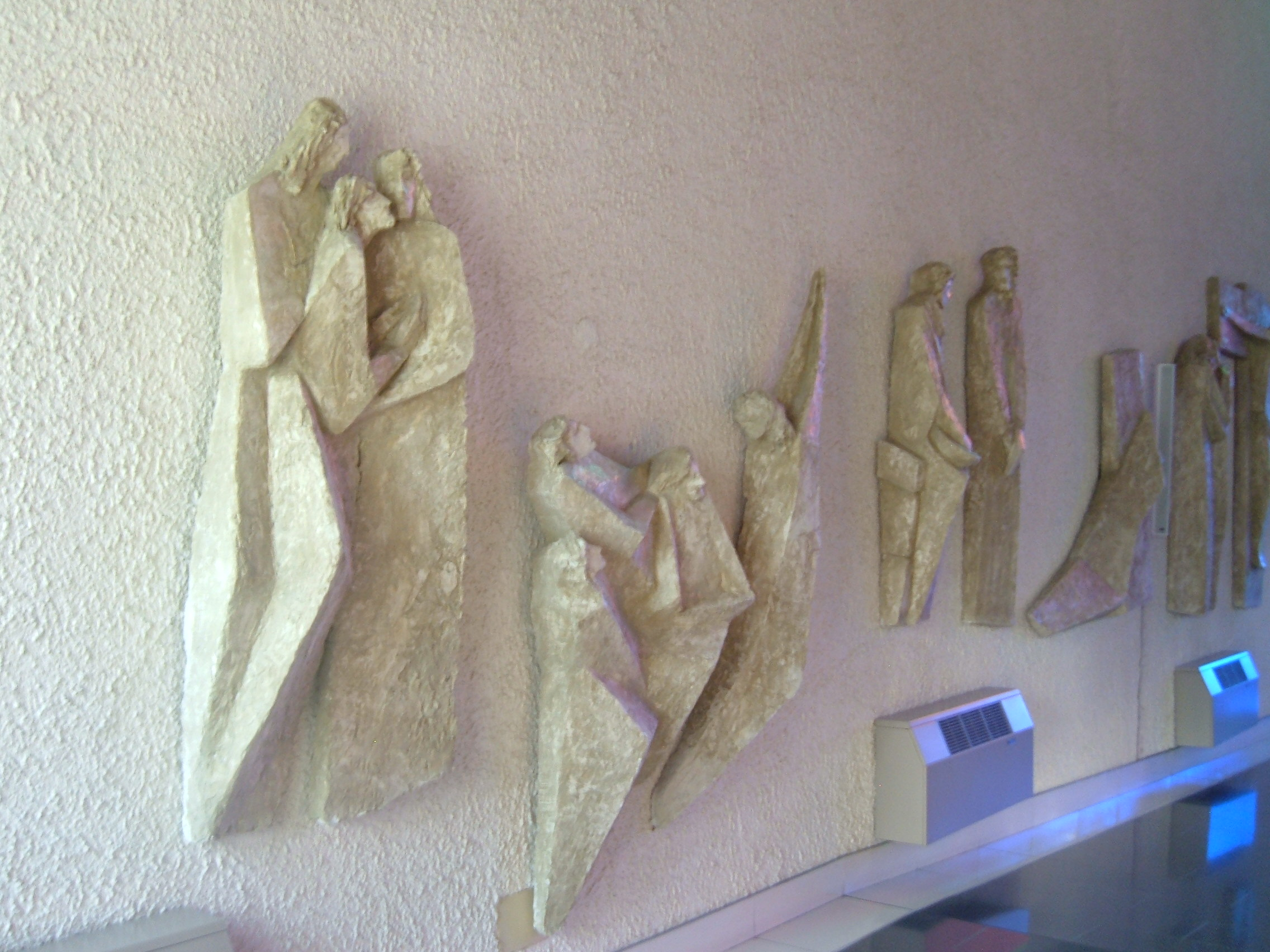

#### Церква святого Вікентія Паллотті в Кракові (Польща)

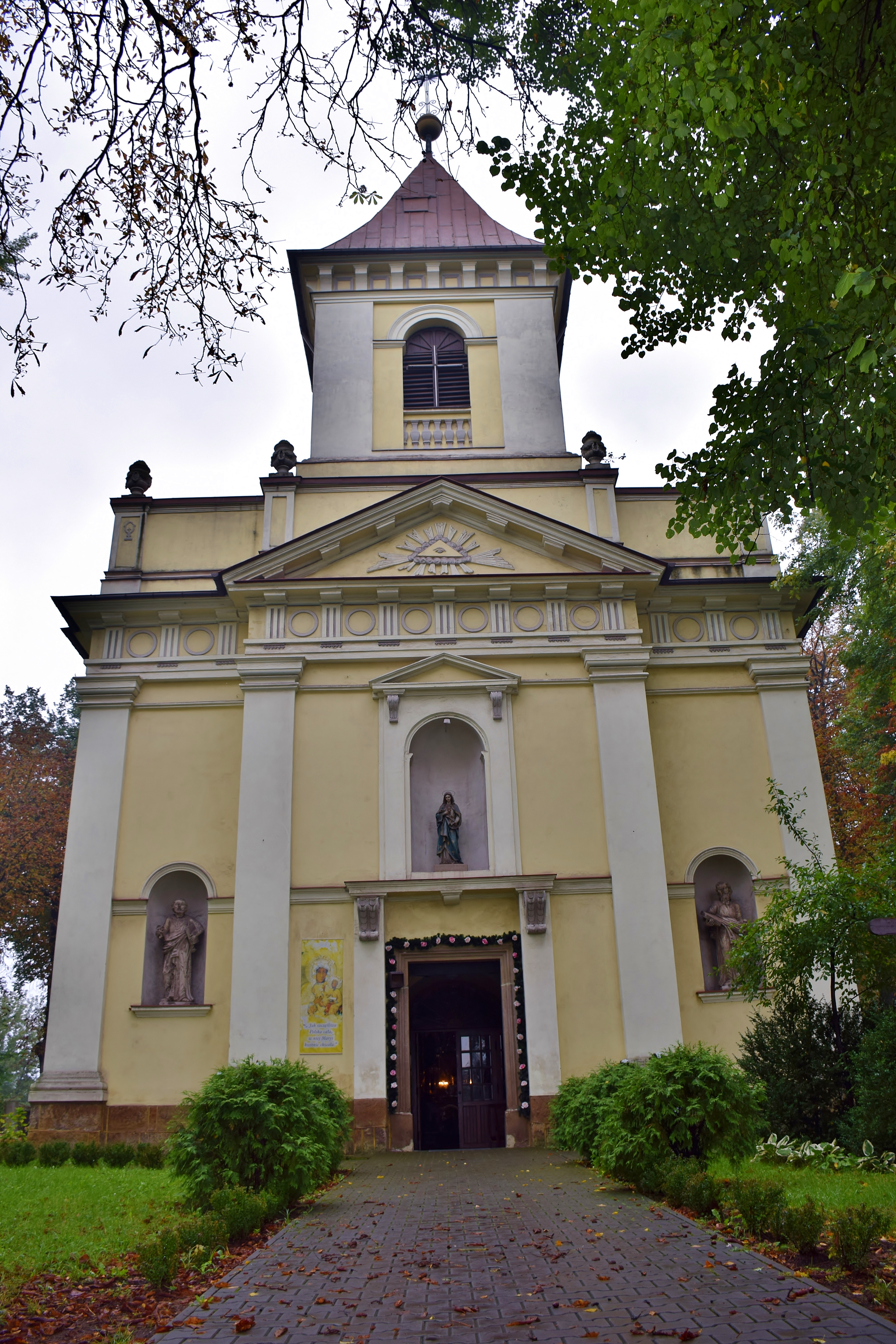
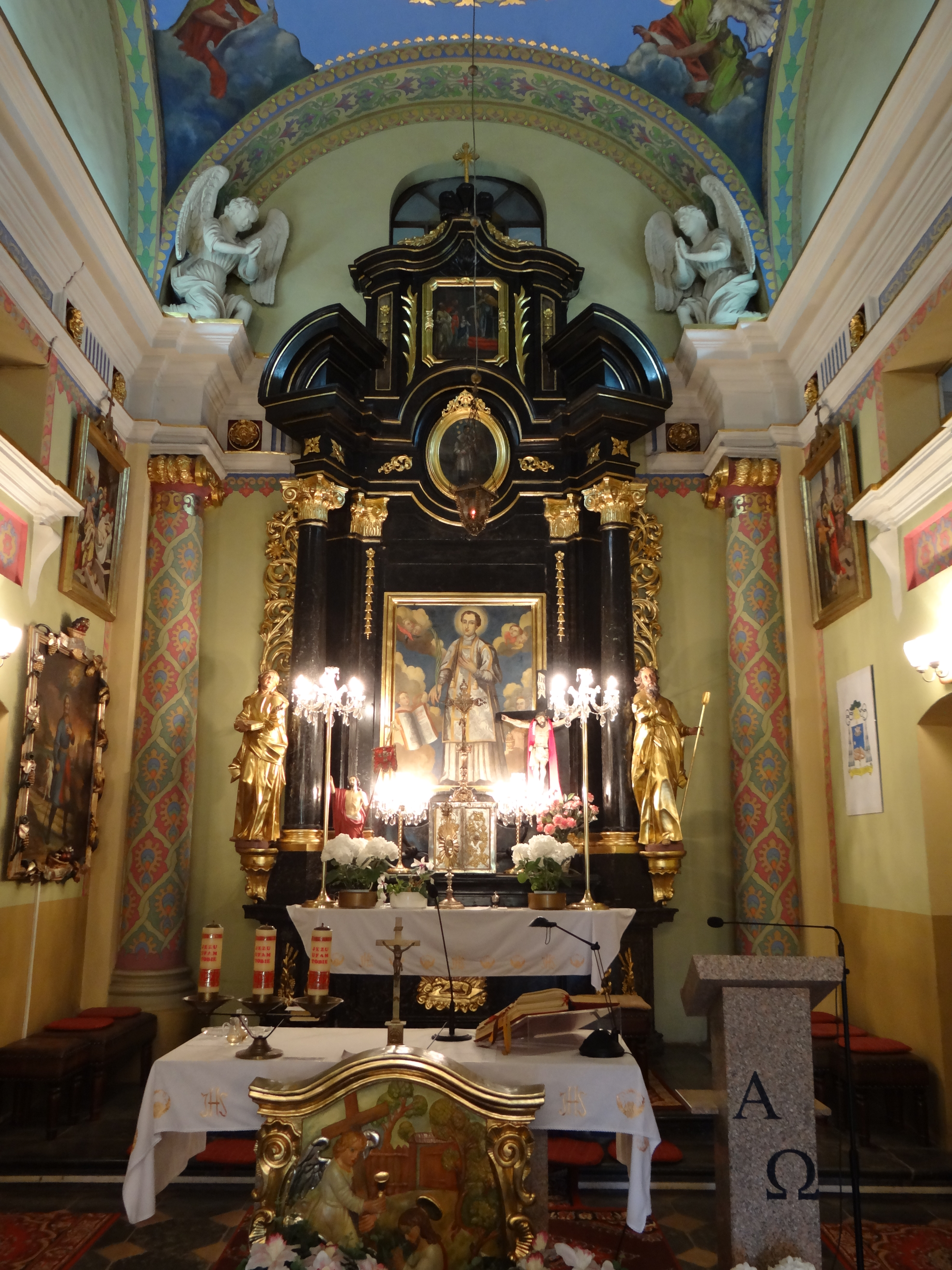
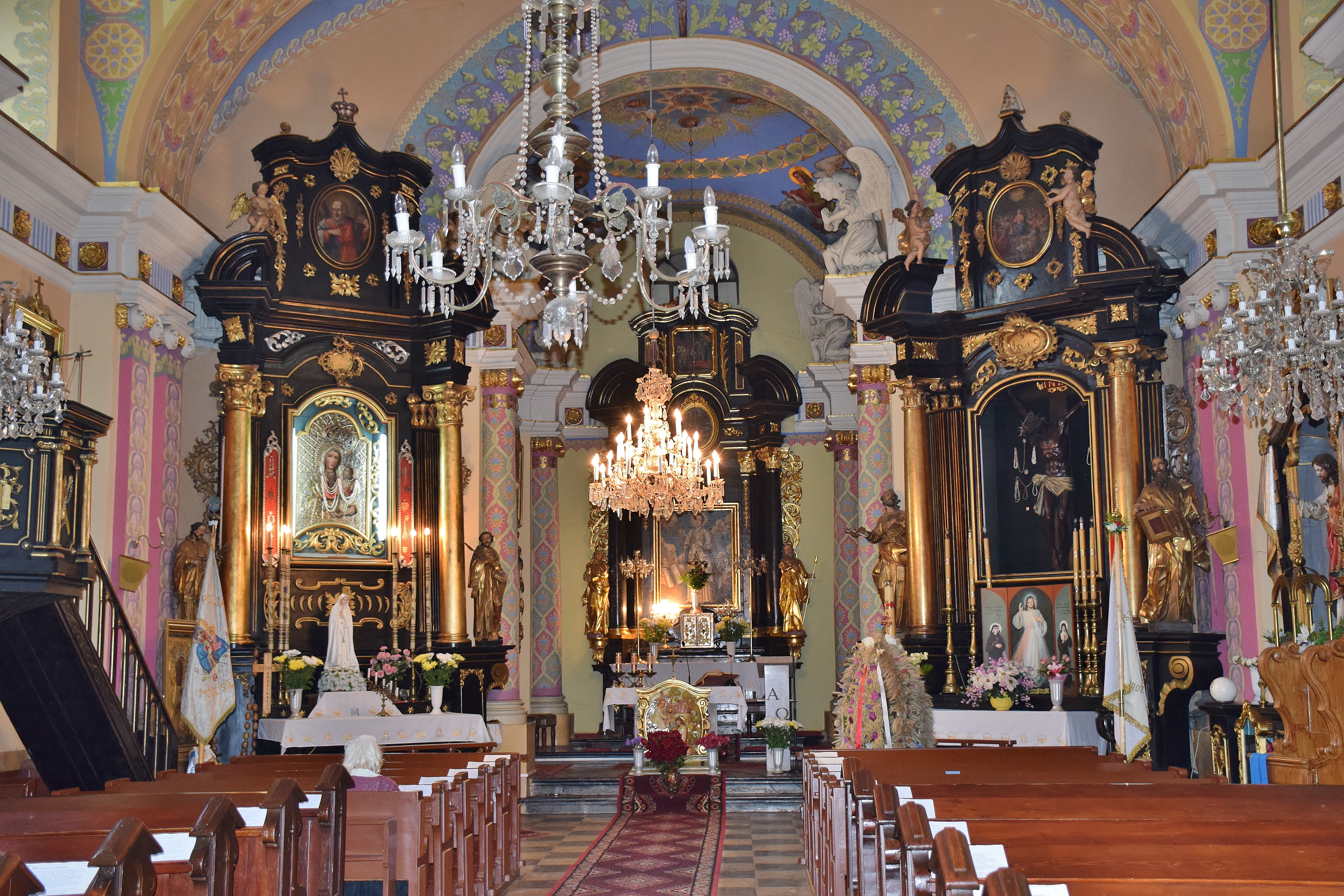
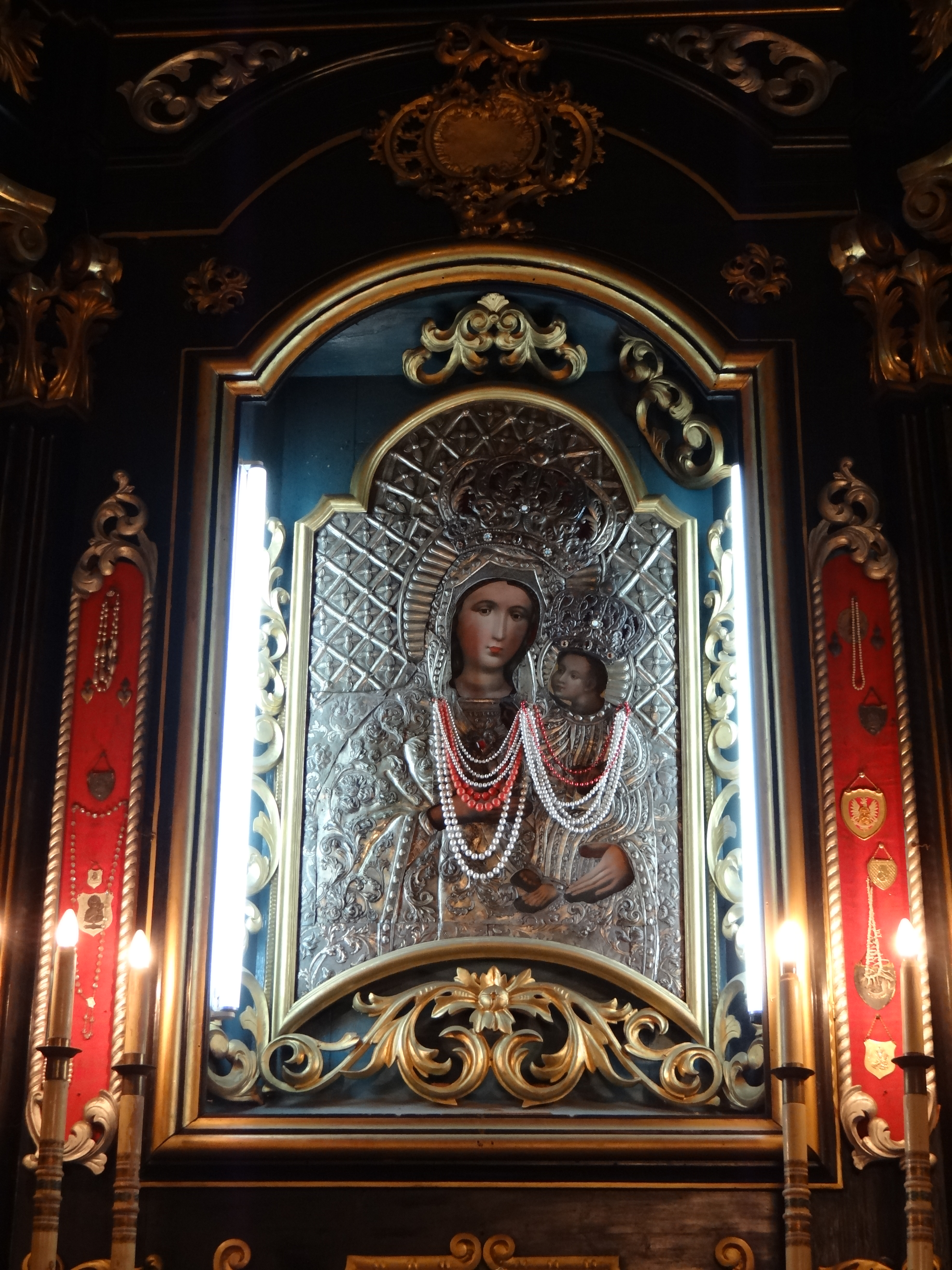
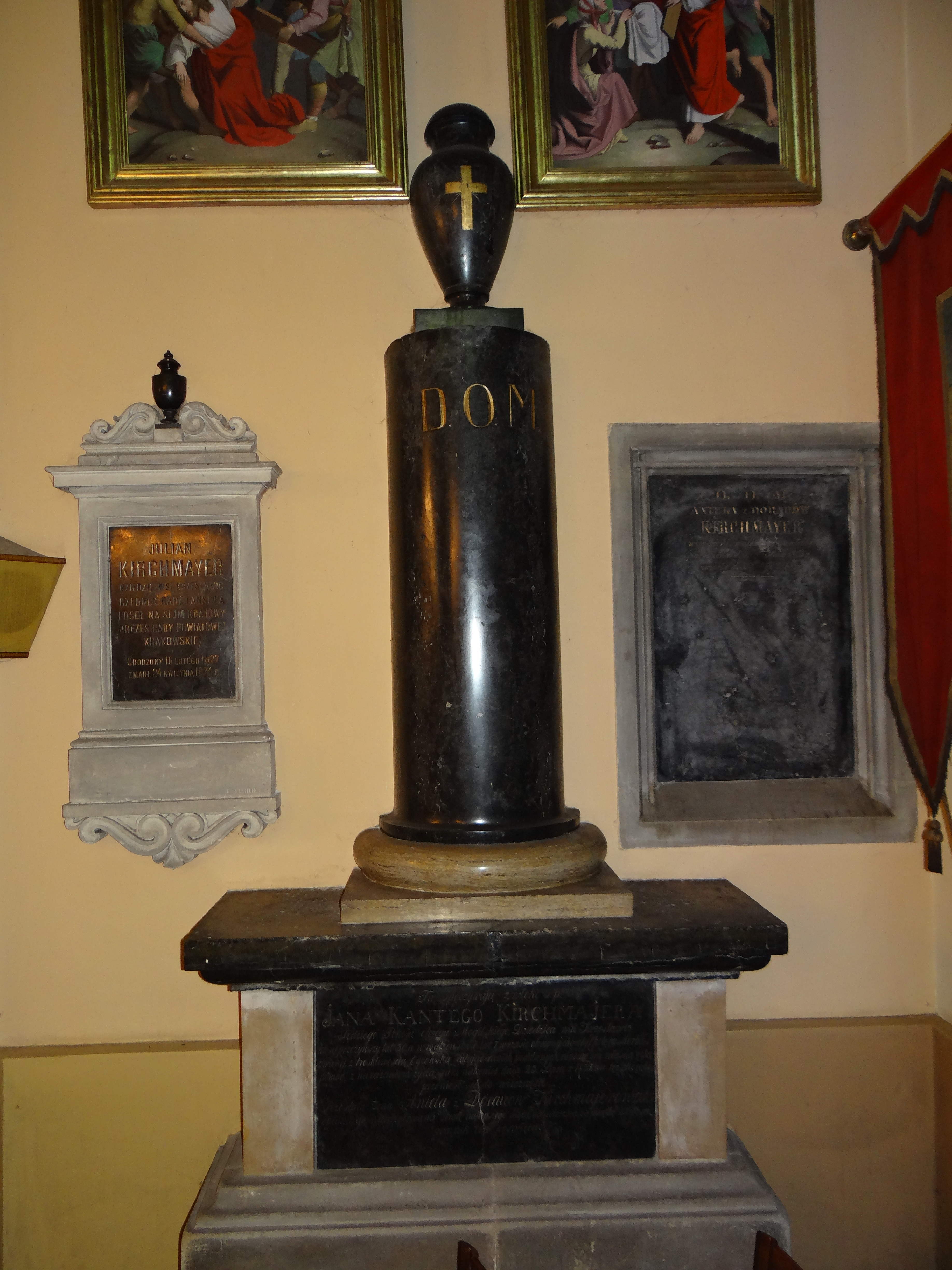
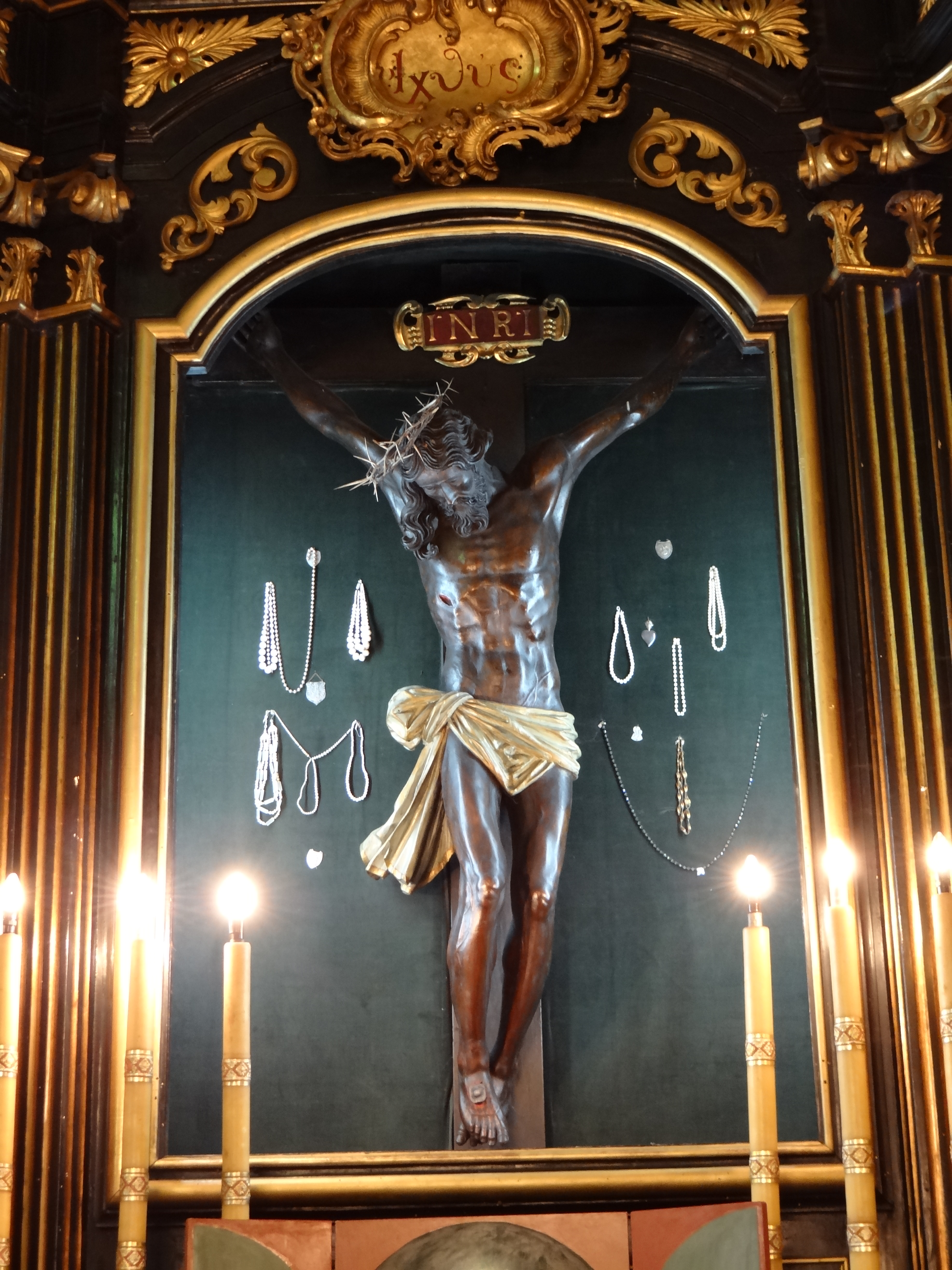
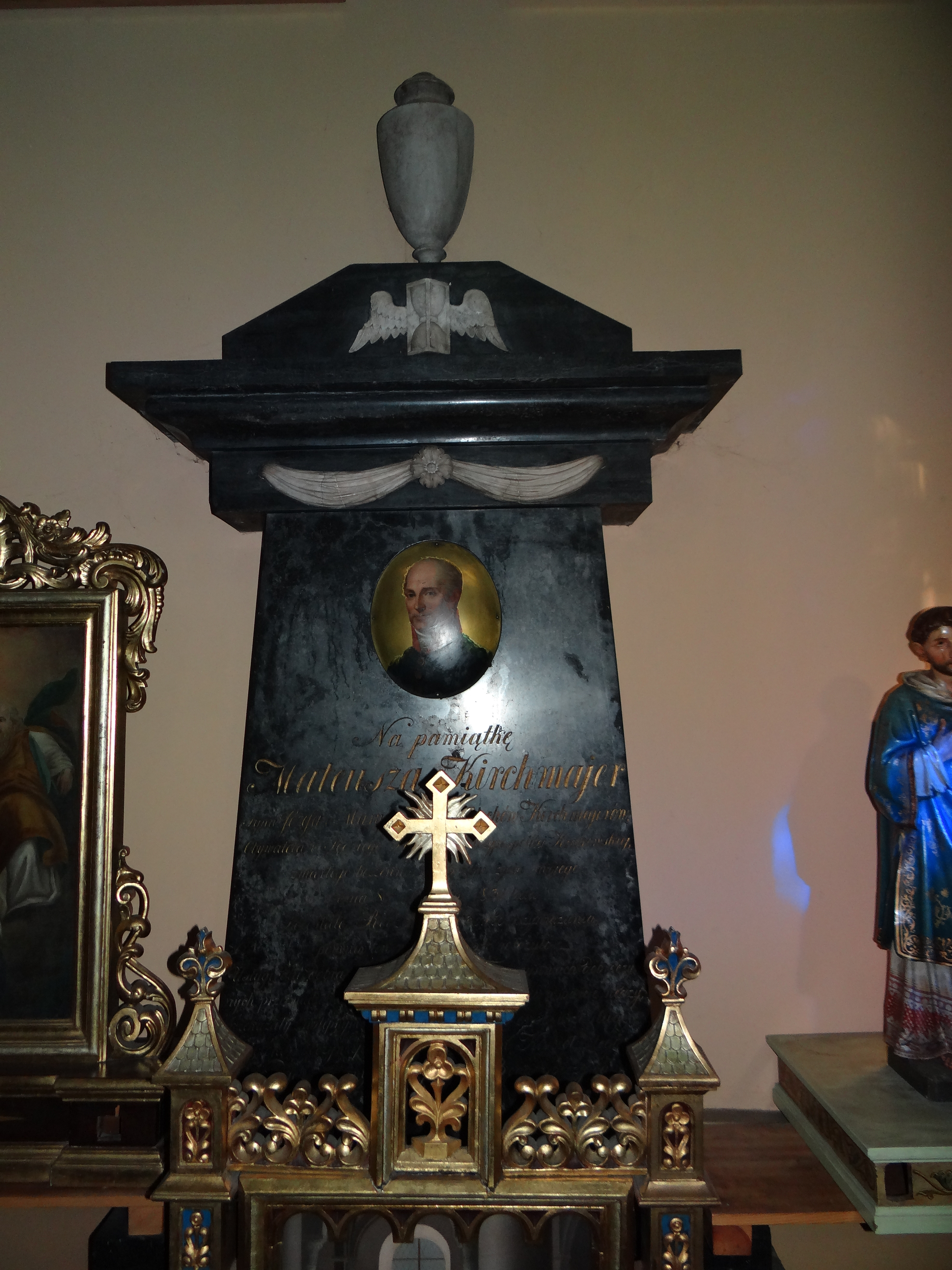
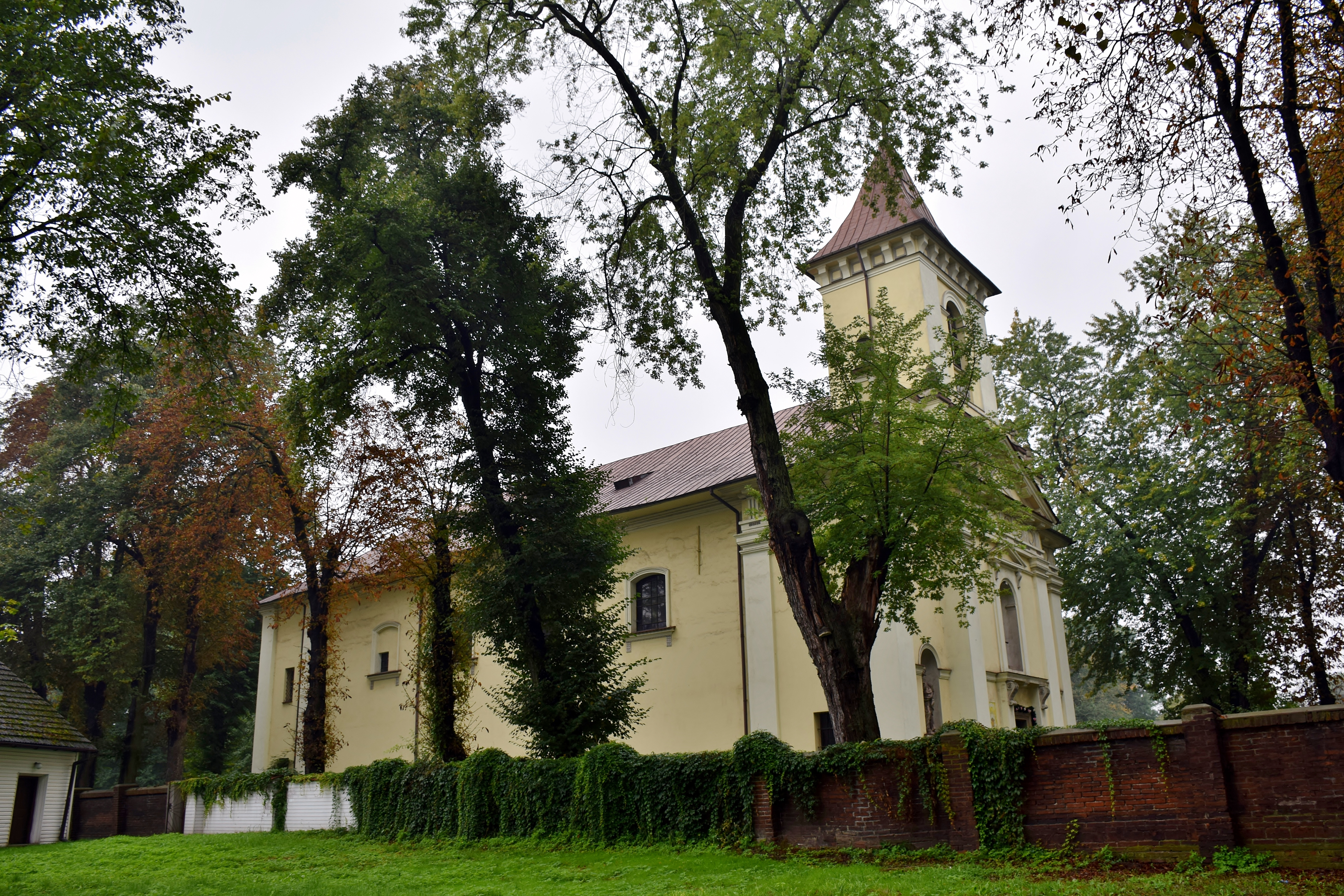

#### Церква святого Вікентія Паллотті в Варшаві (Польща)

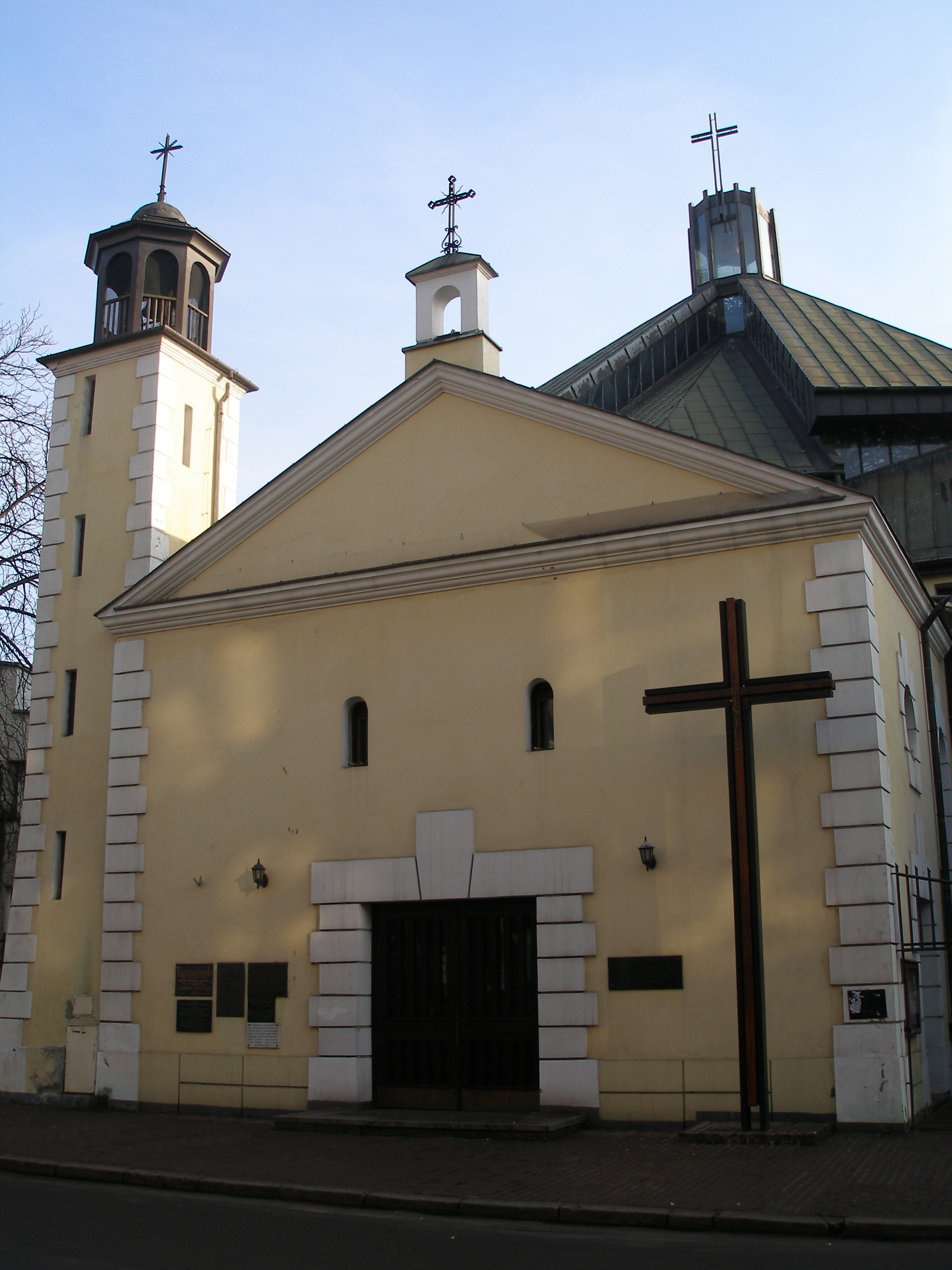
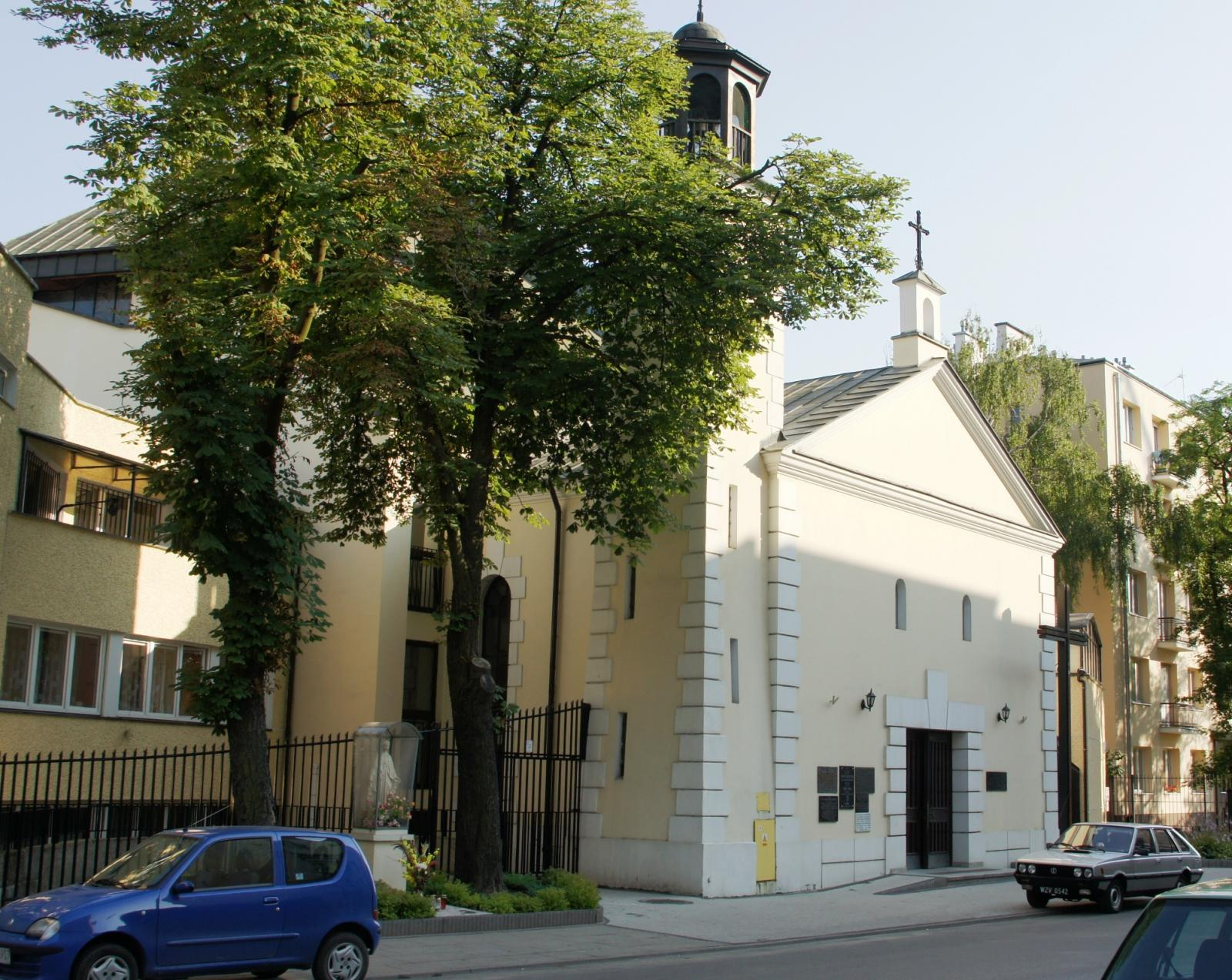
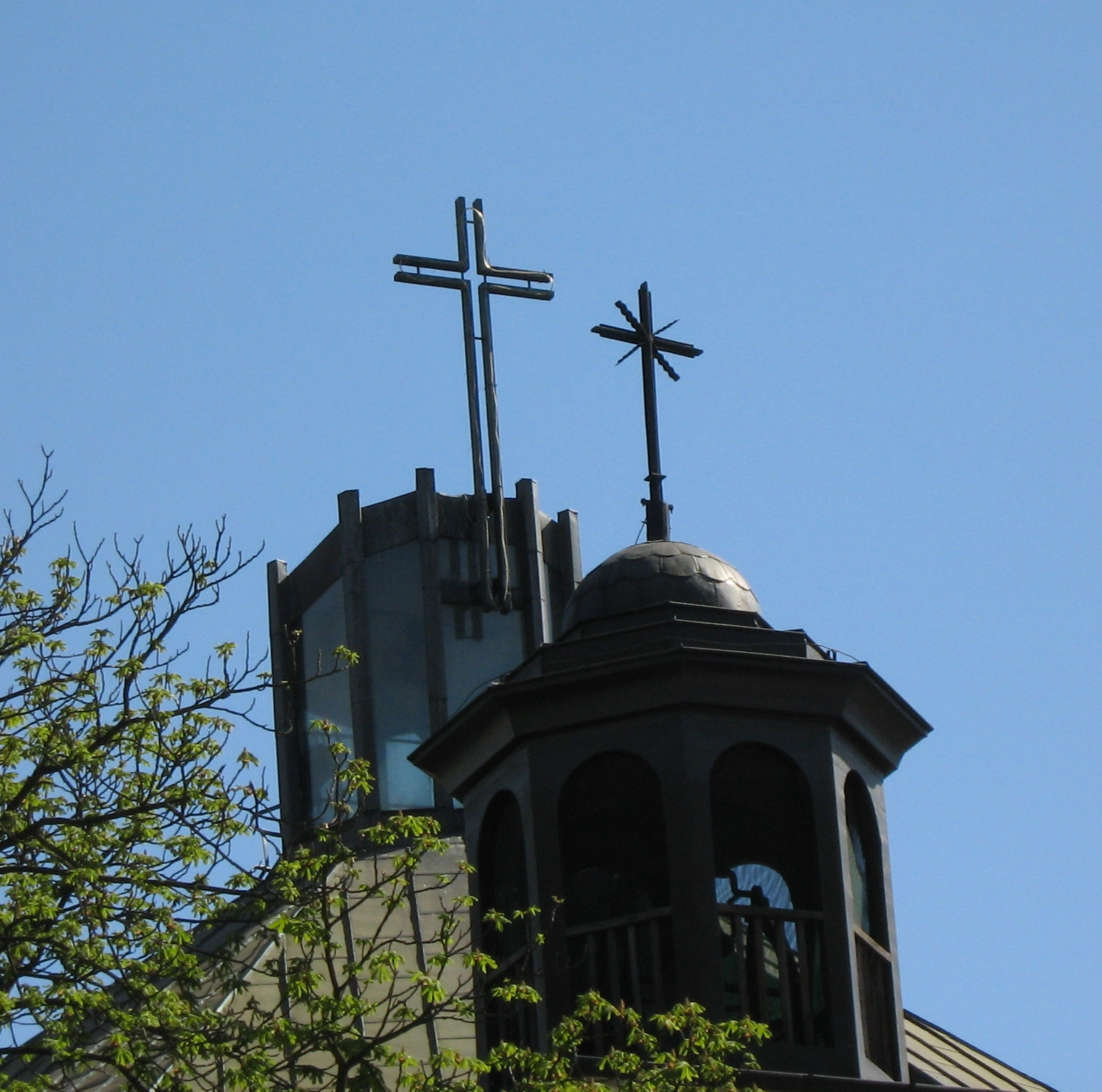
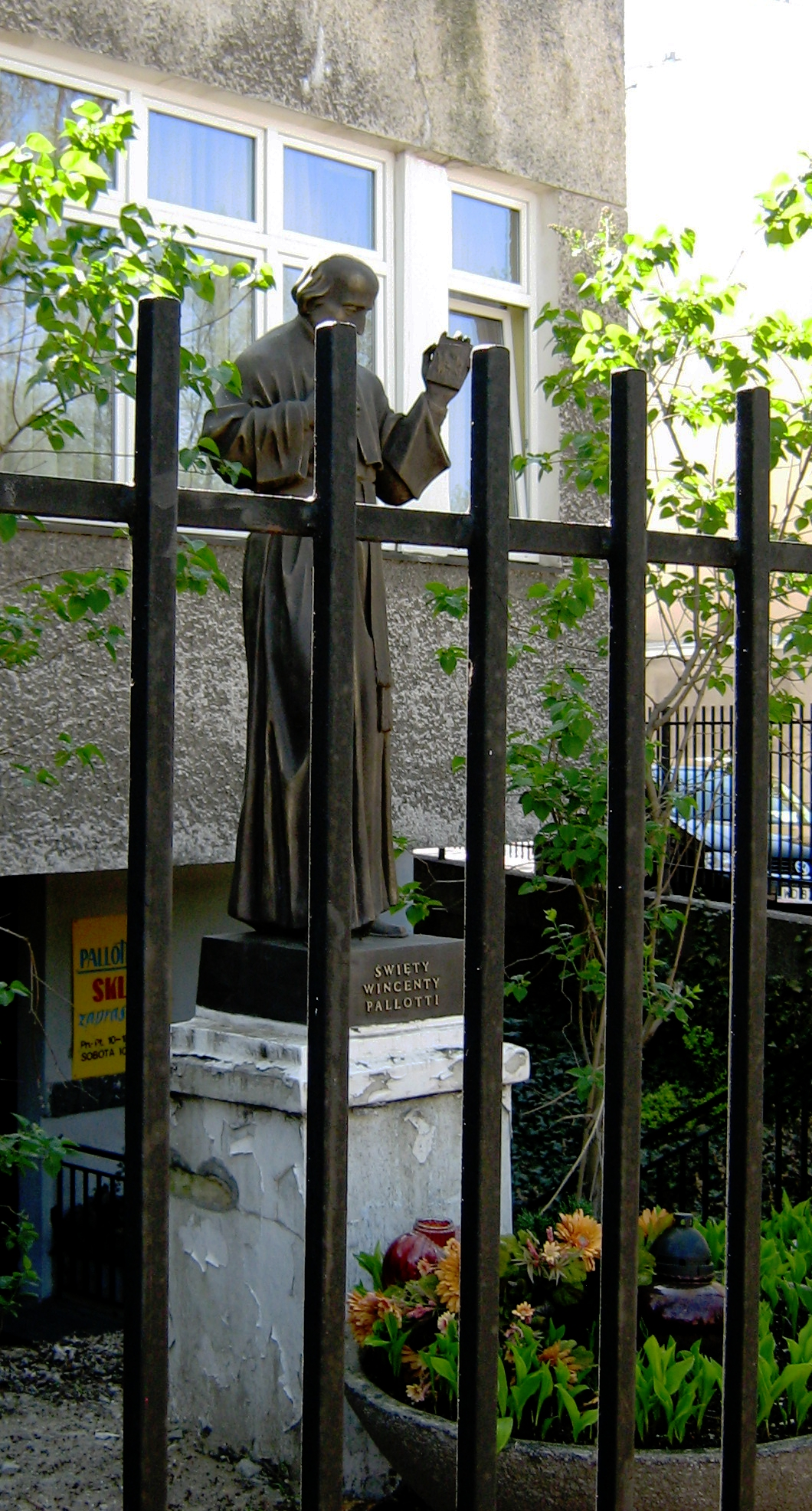
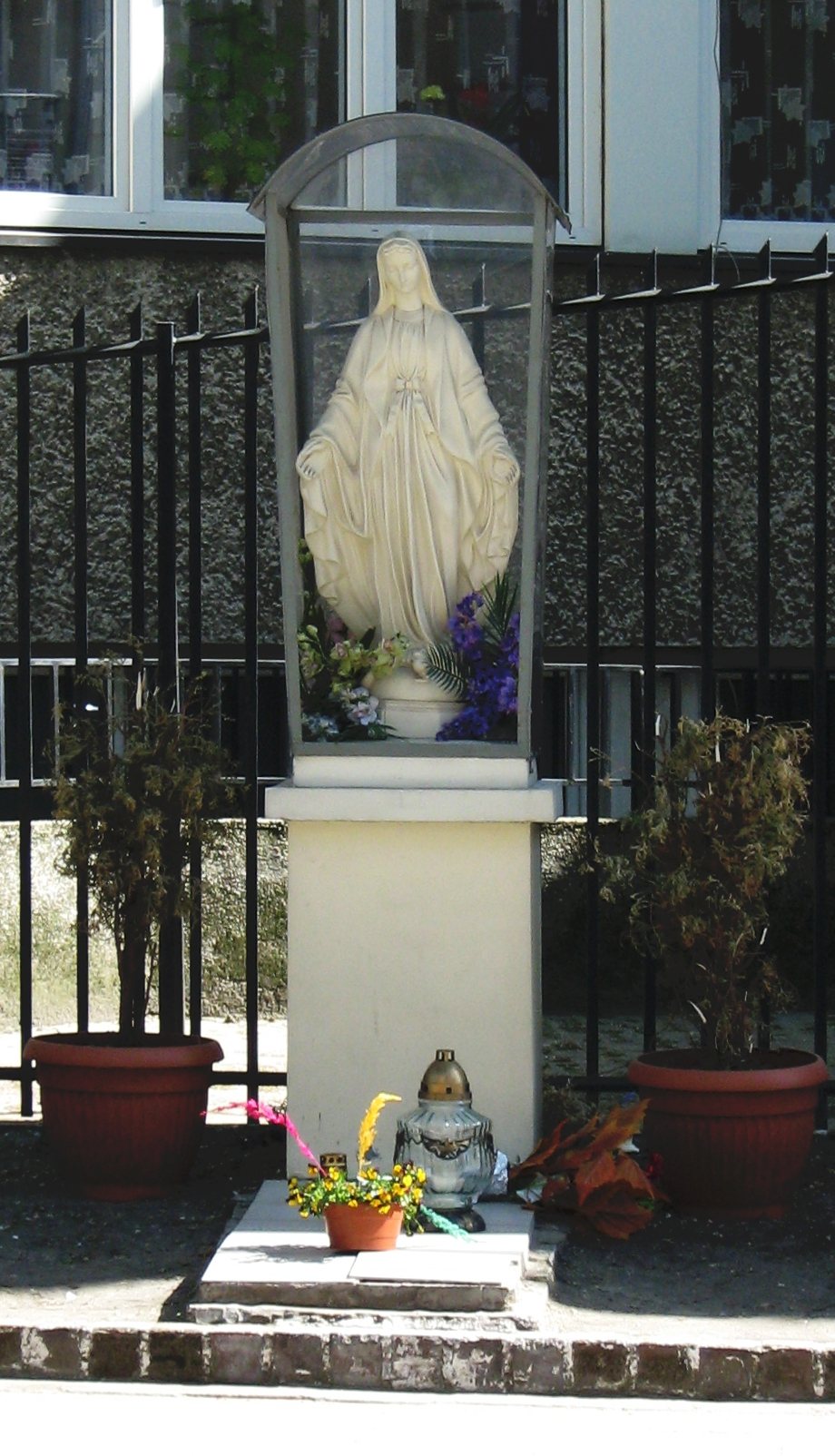

#### Церква святого Вікентія Паллотті в Монтевідео (Уругвай)

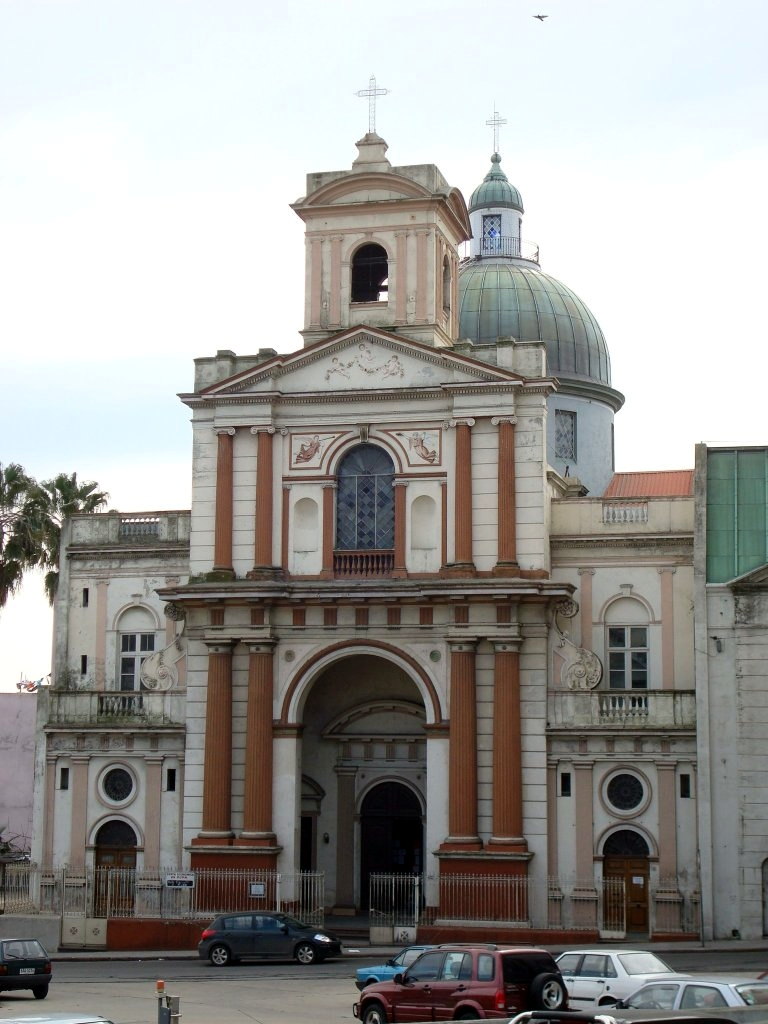

## Публікації

### На італійській мові
- Opere complete, vol. 1-13, red. F. Moccia, Roma 1964—1997.

### На польській мові
- Bóg Miłość Nieskończona, Warszawa 1982.
- Listy. Lata 1816—1833, Ząbki 1997. ISBN 83-7031-094-X.
- Listy łacińskie. W przekładzie ks. Fr. Bogdana SAC, Ząbki 2001. ISBN 83-7031-213-6.
- Świętość w służbie apostolstwa. Wybór pism, Warszawa 1995.
- W drodze ze świętym Wincentym Pallottim, Ząbki 1999.
- Wybór pism. Tom I, Poznań-Warszawa 1978.
- Wybór pism. Tom II, Poznań-Warszawa 1984.
- Wybór pism. Tom III, Poznań-Warszawa 1987.
- Wybór pism. Tom IV. Pisma duchowe część 1, Ząbki 2001. ISBN 83-7031-238-1.
- Wyryłem Cię na dłoniach moich. Święty Wincenty Pallotti. Rozważania o Bożym Miłosierdziu, Ząbki 2006. ISBN 83-7031-207-1.

## Полеміка
Вікентія Паллотті, ще за життя, республіканські противники (напр. о. Джіоачіно Вентура(Gioacchino Venturę (італ.)) називали «небезпечним аферистом». Також йому закидали участь в консервативних політичних угропуваннях.

З початків утворення Союзу католицького апостольства стикався з нерозумінням зі сторони Римської курії

## Молитва в різних потребах за заступництвом св. Вікентія Паллотті
|  | Святий Вікентій Паллотті, звертаюсь до тебе з довірою та надією на Твоє заступництво в моїх потребах. Ти, який отримав стільки благодатей від Бога, навіть коли ще не отримав, то дякував, випроси у Бога для мене … . Дуже про те прошу, коли це згідне з Божою волею. Якщо я гідний бути вислуханий, то прошу, жертвуй за мене Отцю небесному Пресвяту Кров Ісуса Христа, заслуги і посередництво Богородиці Діви, ангелів і всіх Святих. Амінь. Отче наш, Радуйся Маріє, Слава Отцю. |